# Delphes
Pour la ville moderne, voir Delphes (Phocide).
Delphes (en grec ancien et grec moderne Δελφοί, Delphoí) est le site d'un sanctuaire panhellénique, situé au pied du mont Parnasse, en Phocide, où parle l'oracle d'Apollon à travers sa prophétesse, la Pythie, qui était assise dans une salle du temple d’Apollon. Elle répondait aux questions qui lui étaient posées ; ces réponses étaient aussitôt traduites en phrases par des prêtres. Delphes abrite également l'Omphalos ou « nombril du monde ».
Investi d'une signification sacrée, le sanctuaire est, du VIe au IVe siècle av. J.-C., le véritable centre et le symbole de l'unité du monde grec. Les sanctuaires panhelléniques sont des complexes architecturaux extérieurs aux cités. Ils constituent les seuls lieux où tous les anciens Grecs, et certains barbares (Lydiens et Étrusques) prennent part à des célébrations religieuses communes.
Les ruines de Delphes ont été rendues au jour grâce aux fouilles de l’École française d'Athènes à partir de 1892 sous la direction de Théophile Homolle.

## Histoire du site

Localisation de Delphes.

Le nom de Delphes (Δελφοί / Delphoí ) vient des mots grecs pour « cochon » (δέλφος / délphos) et « dauphin, cochon de mer » (δελφίς / delphís) : dans la poésie homérique, Apollon aurait pris la forme de cet animal (Apollon Delphinios) pour attirer les marins crétois chargés d'instaurer son culte sur le site.
Les traces les plus anciennes d'une occupation humaine dans la région de Delphes (dans une grotte du plateau du Parnasse) remontent au Néolithique. Le philosophe péripatéticien Phainias d'Érèse dit qu'avant le règne du roi Gygès de Lydie, Apollon Pythien n'avait ni or, ni argent. Sur le site du sanctuaire, un village modeste fondé vers 1400 av. J.-C. existait : nommé Pythô (Πυθώ, οῦς (ἡ), il est abandonné entre 1100 av. J.-C. environ et 800 av. J.-C. Le sanctuaire se développe probablement à partir de cette date, avec l’apparition d’un premier autel et d'un premier temple, que la tradition delphique et la tradition antique placent sur une pente ; la fissure naturelle et les exhalaisons de vapeurs sur ce site « sont du domaine de la légende » et leur mention date d’une époque tardive. Il est sûr qu’aux VIe et Ve siècles av. J.-C., aux siècles de l’apogée delphique, rien de tel ne s’est jamais produit, et les études modernes de géomorphologie ont d’ailleurs démontré l’impossibilité de vapeurs dans le téménos du temple.
C'est surtout entre le milieu du VIIIe siècle av. J.-C. et le milieu du VIIe siècle av. J.-C., qu'Apollon Pythien gagne une notoriété importante : il est le protecteur des entreprises coloniales effectuées durant cette période.
Le tremblement de terre de 373 av. J.-C., suivi de chutes de rochers du haut des Phédriades, causa la destruction du temple d’Apollon qui fut reconstruit en 370-330 av. J.-C. grâce à une collecte panhellénique : ce sont les ruines de ce temple inauguré en 330 qui subsistent actuellement sur le site. Perdant son importance politique et surtout son autonomie à partir du IVe siècle av. J.-C., le site entame un long déclin, marqué par les troubles politiques qui agitent la Grèce. Le IIIe siècle av. J.-C. est celui de la mainmise de la Confédération étolienne, dont les troupes repoussent près de Delphes les envahisseurs Galates en 279 av. J.-C.
Après la conquête de la Grèce par Rome (le pilier de Paul-Émile commémore la défaite du dernier roi macédonien Persée), peu d'édifices importants sont construits, si ce n'est le stade refait par Hérode Atticus.
En 392, l'interdiction des cultes païens dans l'empire romain par l'édit de Théodose marque la fin officielle du culte d'Apollon Pythien. Une ville chrétienne s'installe alors dans le sanctuaire (églises, villas importantes), puis disparaît probablement au VIIe ou VIIIe siècle. Des vestiges de chapiteaux témoignent de cette première occupation du site. Le site est provisoirement abandonné et les ruines sont progressivement recouvertes. Le site est ensuite occupé jusqu'à la fin du XIXe siècle par un village du nom de Kastri.
Cyriaque d'Ancône fut le premier à identifier, visiter et décrire le site de l'antique Delphes, en 1436, sur la base de l'étude des textes de Pausanias.

## Oracle d'Apollon Pythien

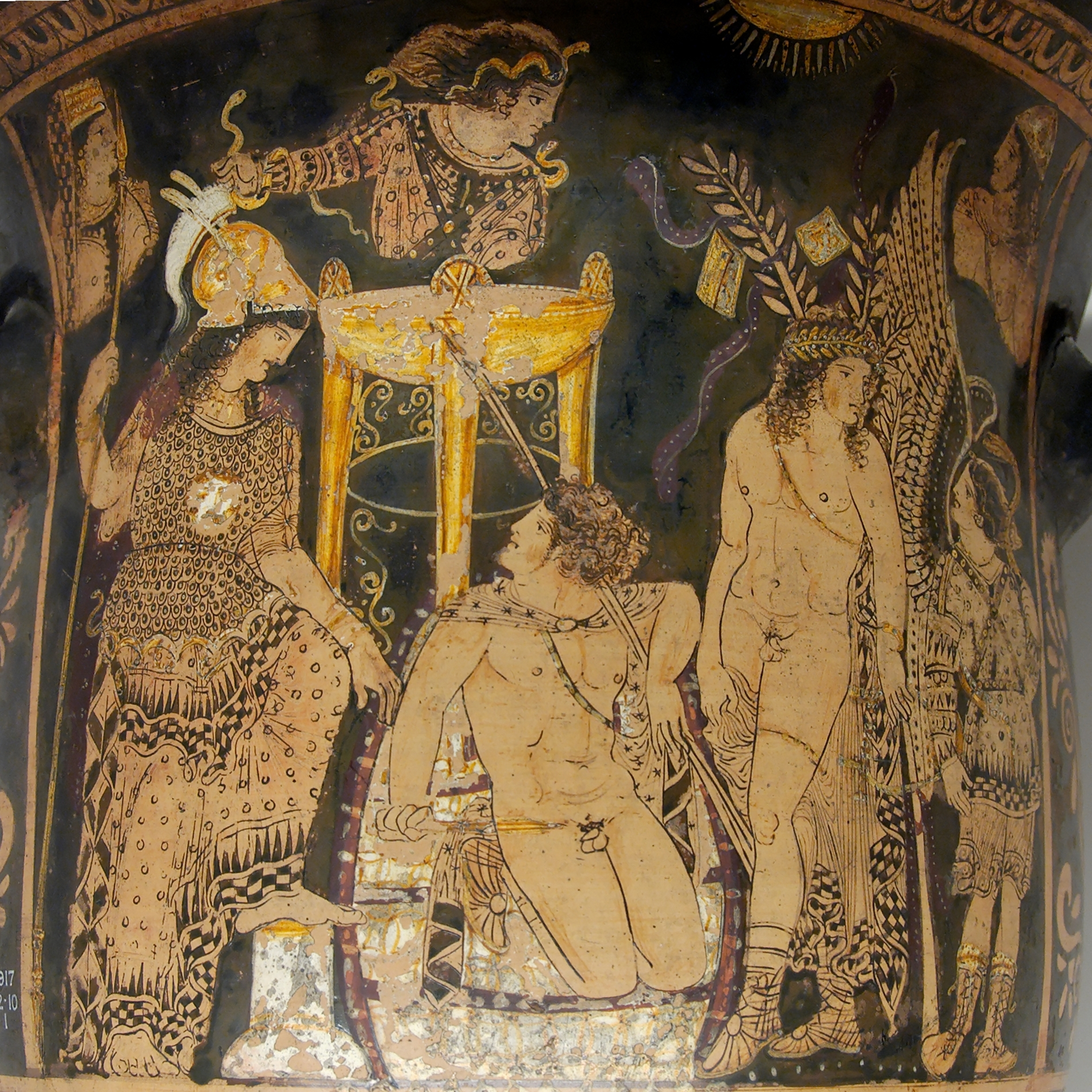
Oreste à Delphes, la Pythie, le trépied. Cratère à figures rouges, vers 330 av. J.-C.

Apollon lui-même aurait fondé le sanctuaire de Delphes après avoir construit le temple de Délos. Le temple était alors gardé par un serpent nommé « Python », fils de Gaïa (la Terre) et gardien d'un oracle consacré à Gaïa. Apollon, désireux d'établir un oracle pour guider les hommes, tua Python (il le laissa pourrir au soleil par la suite) avec son arc et s'appropria l'oracle. (cf. Hymnes homériques) Dans certaines versions du mythe, il est dit que Python avait été envoyé par Héra, exaspérée des adultères de son époux Zeus, afin de chasser Léto enceinte d'Apollon et Artémis. Ce mythe justifie alors en partie, la raison pour laquelle Apollon tua Python. Pour faire venir ses prêtres, il détourna un bateau crétois (cf. section supérieure).
Ce mythe, qui fait d'Apollon Pythien un conquérant fondateur, explique son patronage de la fondation de colonies grecques et l'expansion de son culte dans l'ensemble des colonies. Il place aussi l'oracle au cœur du sanctuaire.
Selon une autre tradition, que suit Eschyle et dont la musique a été gravée sur un mur du Trésor des Athéniens à Delphes, l'oracle a d'abord été celui de la Terre, puis celui de divinités féminines successives pour être enfin transmis à Apollon.
Le sanctuaire de Delphes, en effet, est « oraculaire » : la parole du dieu y est transmise aux hommes par l'intermédiaire de la Pythie, dont la tradition antique fait une jeune vierge inculte, installée sur un trépied sacrificiel placé dans une fosse oraculaire, l'adyton, juste au-dessus d'une fissure d'où les Anciens pensaient qu'émanaient des vapeurs toxiques ; la Pythie tient une branche de laurier, l'arbre du dieu Apollon, et une phiale, récipient plat dépourvu d'anses, servant aux libations.

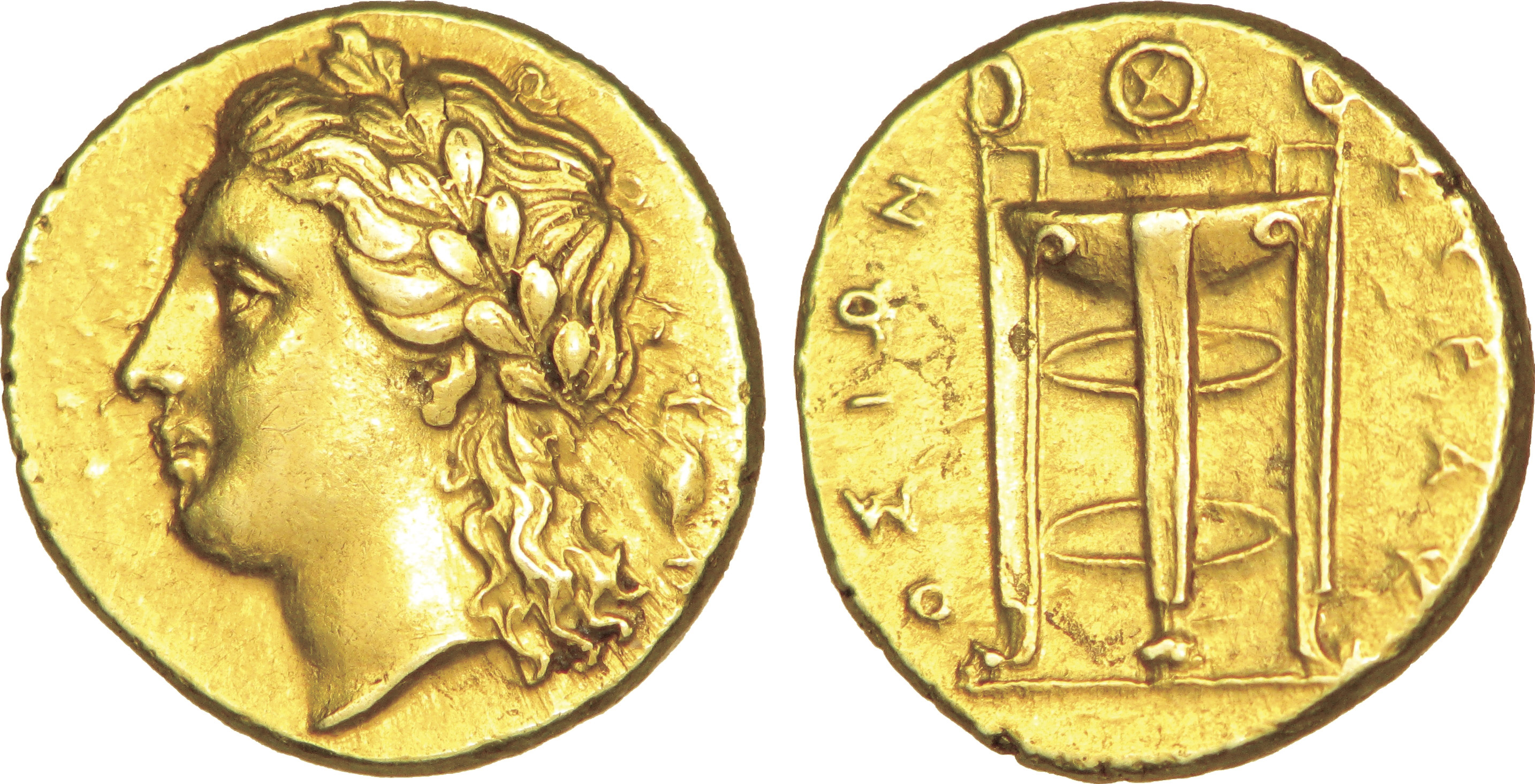
Monnaie en électrum. Trépied et tête laurée d'Apollon.

La consultation de l'oracle était au départ annuelle : elle avait lieu le sept du mois Byzios (février-mars), jour de la fête d'Apollon. Elle se fit ensuite le sept de chaque mois durant la période de neuf mois où Apollon était censé occuper le site : ce jour fut nommé polyphthoos (πολύφθοος, « jour où l'on offre de multiples gâteaux sacrés »).
Des rites précédaient la consultation : ils étaient accomplis en fonction de la prophétesse et requéraient la présence de deux prêtres. Ces derniers exerçaient leur charge à vie et étaient secondés par cinq hosioi (ὅσιοι) qui maintenaient le culte, et deux prophètes. L'un de ces derniers assistait la Pythie, notamment en traduisant ses paroles afin que l’oracle rendu soit compréhensible. Les réponses du dieu étaient transmises en prose, et en vers sous forme d’hexamètres.
Dans le détail, on ignore si la Pythie était visible, aucun témoignage digne de confiance n'étant explicite sur la question. La tradition la plus courante rapporte cependant que la Pythie aurait été cachée par un voile et que le consultant ne pouvait la voir.

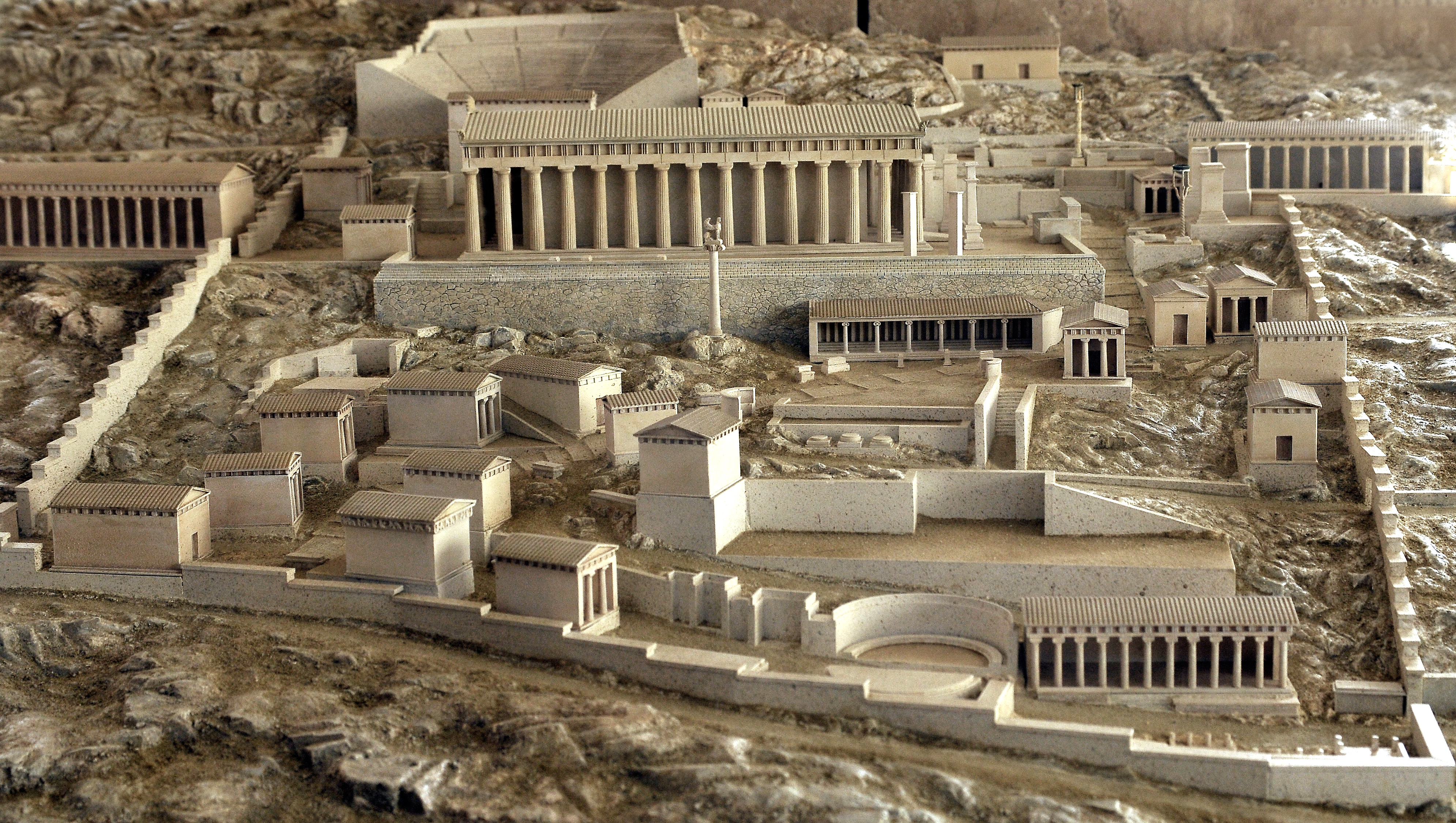
Maquette du sanctuaire reconstitué. Musée archéologique de Delphes.

Plan général du site antique de Delphes. A. Sanctuaire d'Apollon. B. Stade. C. Source Castalie. D. Gymnase. E. Sanctuaire d'Athéna Pronaïa. F. Musée archéologique de Delphes. G. Village actuel de Delphes (hors du plan).

L'historiographie moderne a cherché, à la suite de la tradition antique probablement d'origine delphique, à expliquer les transes et les paroles incompréhensibles prêtées à la Pythie lors des séances de l'oracle. L'explication qui en a longtemps été donnée était l'inhalation par la prophétesse de vapeurs s'échappant des entrailles de la terre (cause physique) ; au XXe siècle, les spécialistes étaient nombreux à considérer une telle explication comme fausse, en se basant sur les fouilles des soubassements du temple d'Apollon menées par l'École française d'Athènes, car aucune fissure n'a été trouvée et la nature du sol est de schiste. Or, en 2001, des fouilles menées par Jelle de Boer de la Wesleyan University ont montré que le marbre travertin formant les murs de l'adyton contient des résidus de méthane et d'éthane, deux composés gazeux qui proviennent probablement du calcaire bitumineux contenu dans les fondements du site. Cela indique que l'adyton était rempli de gaz dans le passé. En outre, dans les sources voisines, on a trouvé de l'éthylène, un gaz de la même famille.
Il est certain que le déroulement même de l'oracle dut subir des changements notables au fil du temps. Parmi les témoins les plus proches, Plutarque, qui a été prêtre d'Apollon à Delphes, a transmis de nombreuses considérations sur le culte : il relate qu'à son époque (au Ier siècle) une unique Pythie ne recevait plus qu'une fois par mois alors que trois prophétesses devaient se relayer dans le passé. Dans un autre sanctuaire d’Apollon, l'oracle se passait mentalement : celui qui venait consulter l'oracle conversait seul avec le dieu et recevait les réponses à ses questions directement dans son esprit (ce qui autorisait une plus libre interprétation).
Il n’y avait pas d’oracle en l'absence d'Apollon, et de nombreux fidèles attendaient son retour. Dès lors, la « promantie » (ordre de passage déterminé par les prêtres) fut instaurée. Des cadeaux étaient faits à la divinité, puis les prêtres jetaient des gouttes d’eau sur une chèvre qui, si elle ne tremblait pas, faisait perdre son tour au pèlerin. Ce dernier, en cas d'acceptation, entrait dans l'adyton où il pouvait poser sa question : celle-ci entraînait une réponse de la Pythie ou non, selon la volonté du dieu.
À l'époque chrétienne, la figure de la Pythie fut associée à celle d'une femme possédée par le démon (Jean Chrysostome); ce dernier entrait dans le corps de la prophétesse depuis les profondeurs de la terre au-dessus desquelles le trépied était censé être installé.

## Omphalos du temple d'Apollon

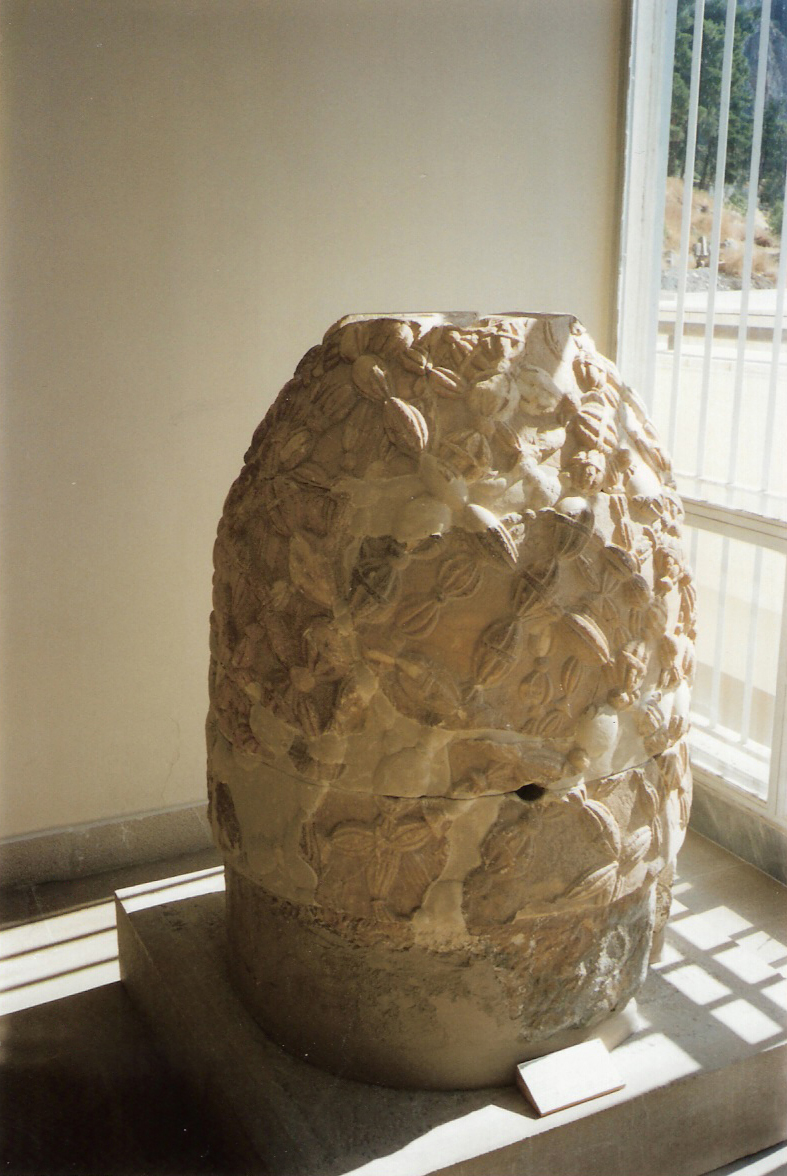
« Omphalos », copie d'époque romaine, Musée archéologique de Delphes.

Delphes était, selon la mythologie grecque, le centre du monde (dans la période contemporaine, c'est Larissa qui est reconnu comme étant le centre de la Grèce, bien que Delphes conserve un magistère mythologique important). Aussi, l'« omphalos » (ὀμφαλός, littéralement le « nombril ») y était-il représenté par une pierre de forme conique, directement placée dans l’adyton du temple, entourée d'un réseau enchevêtré, peut-être des bandelettes ou des fils de laine formant un filet, et surmontée de deux aigles en or. Dans la mythologie grecque, en effet, Zeus avait fait partir deux aigles, chacun d’un côté du disque terrestre et ces oiseaux de proie s'étaient rencontrés au centre du monde. La forme même de cet omphalos a suscité plusieurs remarques : Marie Delcourt ne veut pas y voir le nombril du monde car « le nombril de l'homme adulte est une cicatrice déprimée ». Or l'omphalos de Delphes est bombé, ce qui en fait, selon elle, la représentation de l'ombilic de la femme enceinte à la fin de la grossesse ou celui du nouveau-né, donc un symbole de fécondité et de naissance. Jean Richer, rejoignant René Guénon, fait sienne cette observation et affirme que « l'omphalos représente le nombril d'une femme enceinte qui a nom Gé ». La signification de l'omphalos delphique serait ainsi la même que celle de l'œuf du monde et le réseau du filet sculpté à la surface de la pierre trouvée à Delphes pourrait bien représenter le rôle de centre générateur joué par ce sanctuaire, et son expansion dans plusieurs directions (son réseau), spécialement en ce qui concerne le culte de la Terre associé à celui d'Apollon.

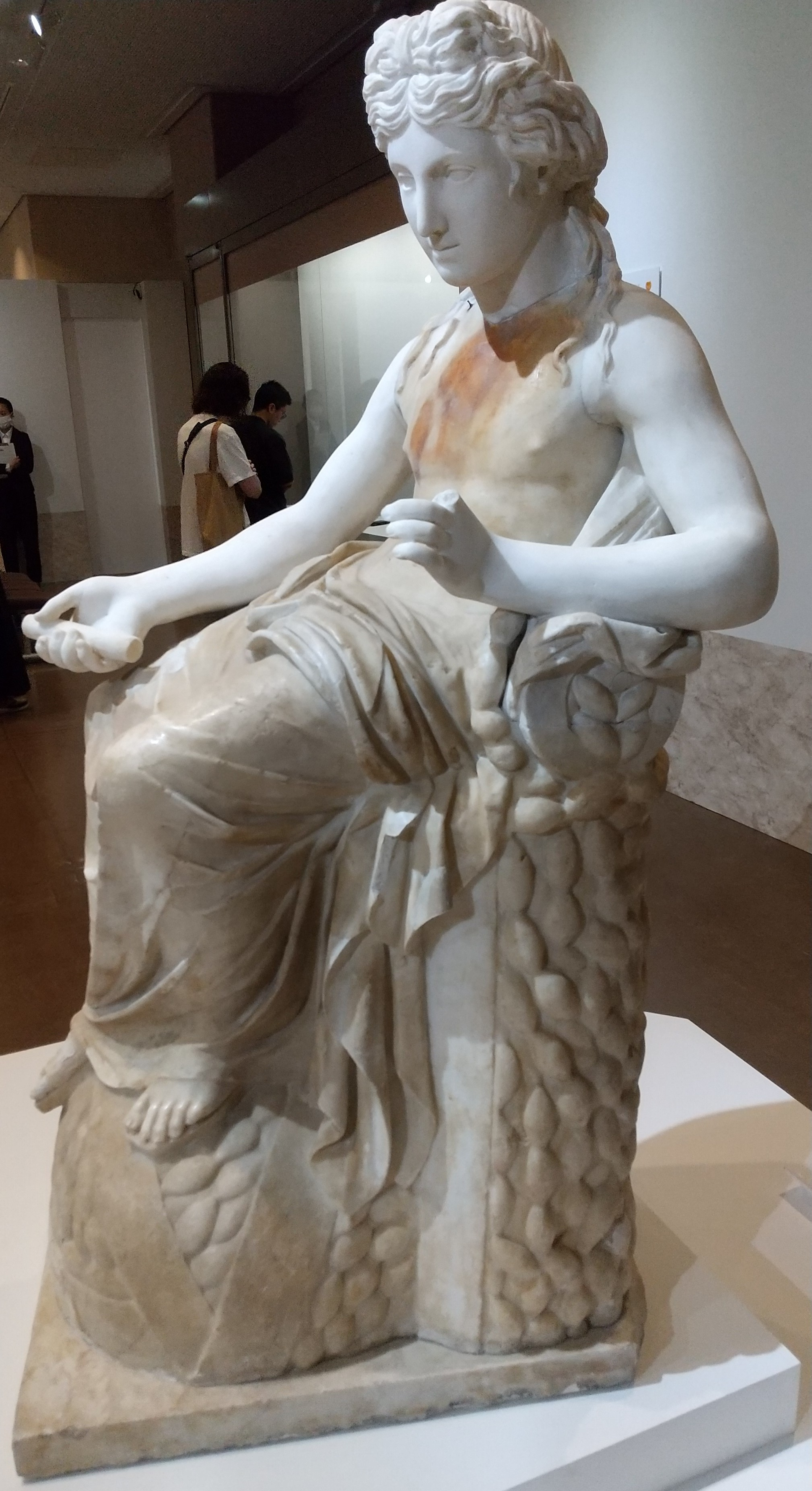
Statue d'Apollon assis, les pieds sur l'omphalos (trouvée à Baïes).

Une autre légende raconte que la pierre serait celle donnée par Rhéa, femme du roi des Titans Cronos à la place de son fils Zeus qui allait être mangé comme ses autres frères et sœurs avant lui, afin d'empêcher une prophétie annonçant le renversement de Cronos par un de ses enfants. Recrachée à l’initiative de la vengeance de Zeus, elle serait ensuite tombée sur Delphes.

## Culte de Dionysos

Le Parnasse, peinture d'Andrea Mantegna (1497).

Pendant les mois d'hiver, Apollon était réputé quitter le sanctuaire de Delphes pour aller se purifier en Hyperborée. Il était alors remplacé à Delphes par Dionysos. Ce dernier était présent durant trois mois et faisait l'objet d'un culte rendu sur le Parnasse (les libations des Thyades omophages). Dans l'adyton se trouvait la tombe de Dionysos.
Le statut de ce dernier changea peu à peu en raison de son rapport avec l'Apollon Pythien : il était inférieur au dieu solaire, mais grâce à son rôle d'opposé, il devint progressivement indissociable de la divinité apollinienne ; ainsi, le culte de Dionysos profita probablement de la renommée de Delphes dans l'ensemble du monde grec.

## Sanctuaire panhellénique

Plan du sanctuaire
Période archaïque
Période classique
Période hellénistique
Période romaine
Principaux monuments : 1. Temple d'Apollon 2. Autel d'Apollon (autel de Chios) 3. Halôs (« aire à battre le grain ») 4. Bouleutérion 6. Théâtre 10. Lesché des Cnidiens 11. Portique (stoa) des Athéniens et mur polygonal 12. Stoa d'Attale. 14. Trésor des Athéniens 15. Trésor des Siphniens 16. Trésor de Sicyone 17 ou 19. Trésor des Cnidiens 18. Trésor des Béotiens 20. Trésor des Corinthiens 21. Trésor de Cyrène 24. Trésor des Thébains 28. Colonne des Naxiens 29. Colonne serpentine de Platées 33. Exèdre des rois d'Argos 38. Mur du téménos 40. Voie sacrée.

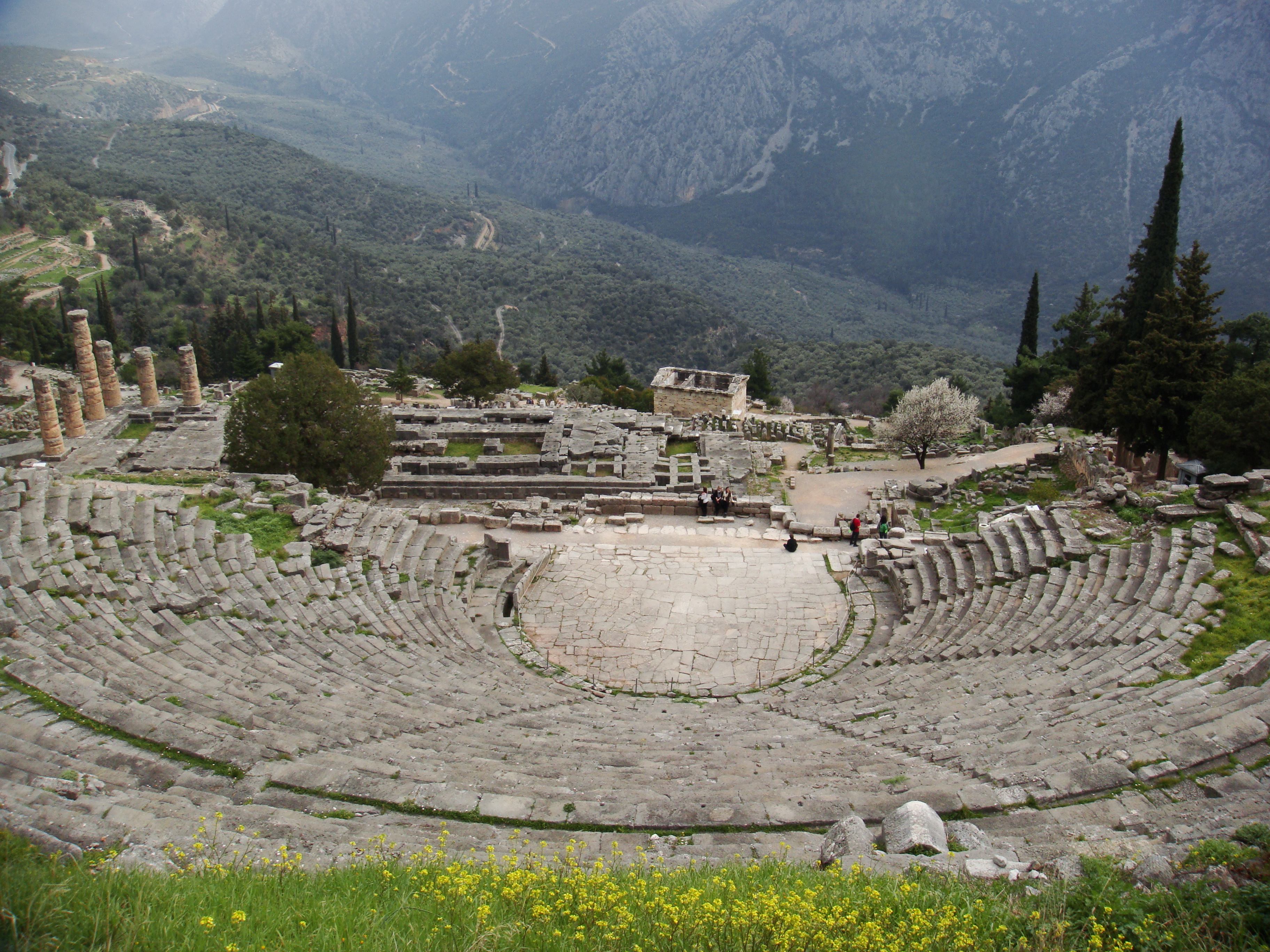
Le théâtre de Delphes.

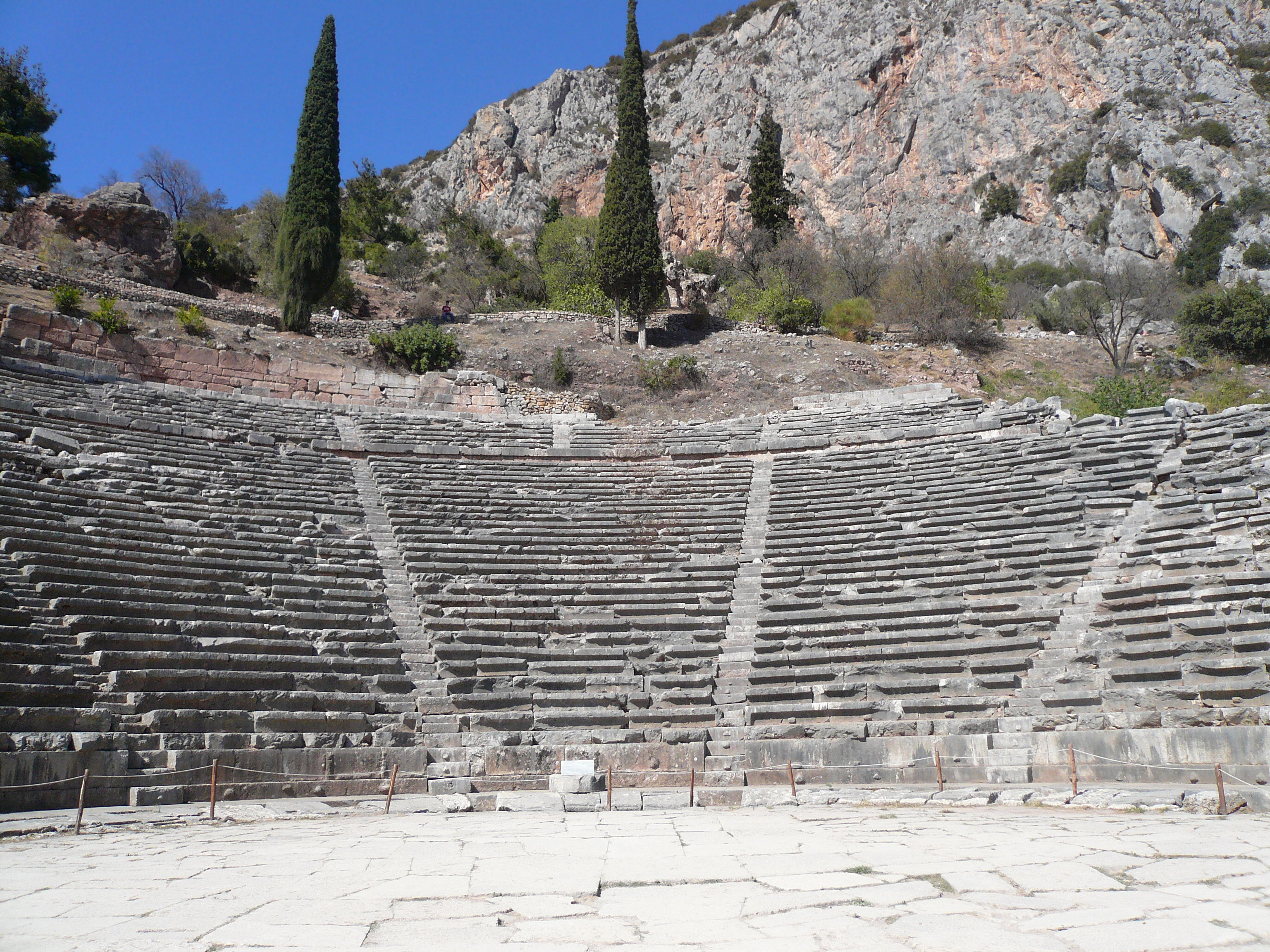
Vue sur les gradins depuis la scène.

Dans un sanctuaire, l’élément le plus important pour le culte est l'autel (bômos) sur lequel on procède aux sacrifices.
Le temple abrite la statue de la divinité : le dieu est réputé l'habiter, au moins par moments. À Delphes, le temple d'Apollon revêt une importance particulière, puisqu'il abrite l'oracle. Il est construit, selon la tradition, sur une faille volcanique qui plonge dans les entrailles de la terre et met les hommes en communication avec le dieu Apollon, par l'intermédiaire de la Pythie.
Le meilleur emplacement possible est d'abord recherché pour établir le temple de manière qu'il soit bien en vue aux yeux de tous ceux qui visitent le sanctuaire : c'est l'« epiphanestatos topos ». Le temple d’Apollon à Delphes est situé sur les flancs du mont Parnasse, sommet qui culmine à 2 459 mètres d'altitude et domine la Grèce centrale. Il se trouve implanté sur une pente très raide. Un peu plus bas, un autre temple est dédié à Athéna Pronaia, divinité qui « protège » ou « précède » le sanctuaire.
Les visiteurs peuvent entrer dans le sanctuaire de Delphes par plusieurs portes, dont la principale est tournée vers l'Est. Appelée « Voie sacrée », une voie bordée de monuments divers offerts au dieu mène jusqu'à l'esplanade du temple: une vingtaine de bâtiments, dont la plupart sont des « trésors », servent à présenter les offrandes faites au dieu, soit par piété, soit pour des raisons politiques. Ces chapelles votives contiennent généralement des dépôts d’objets offerts par les ressortissants de la cité qui a offert le bâtiment.

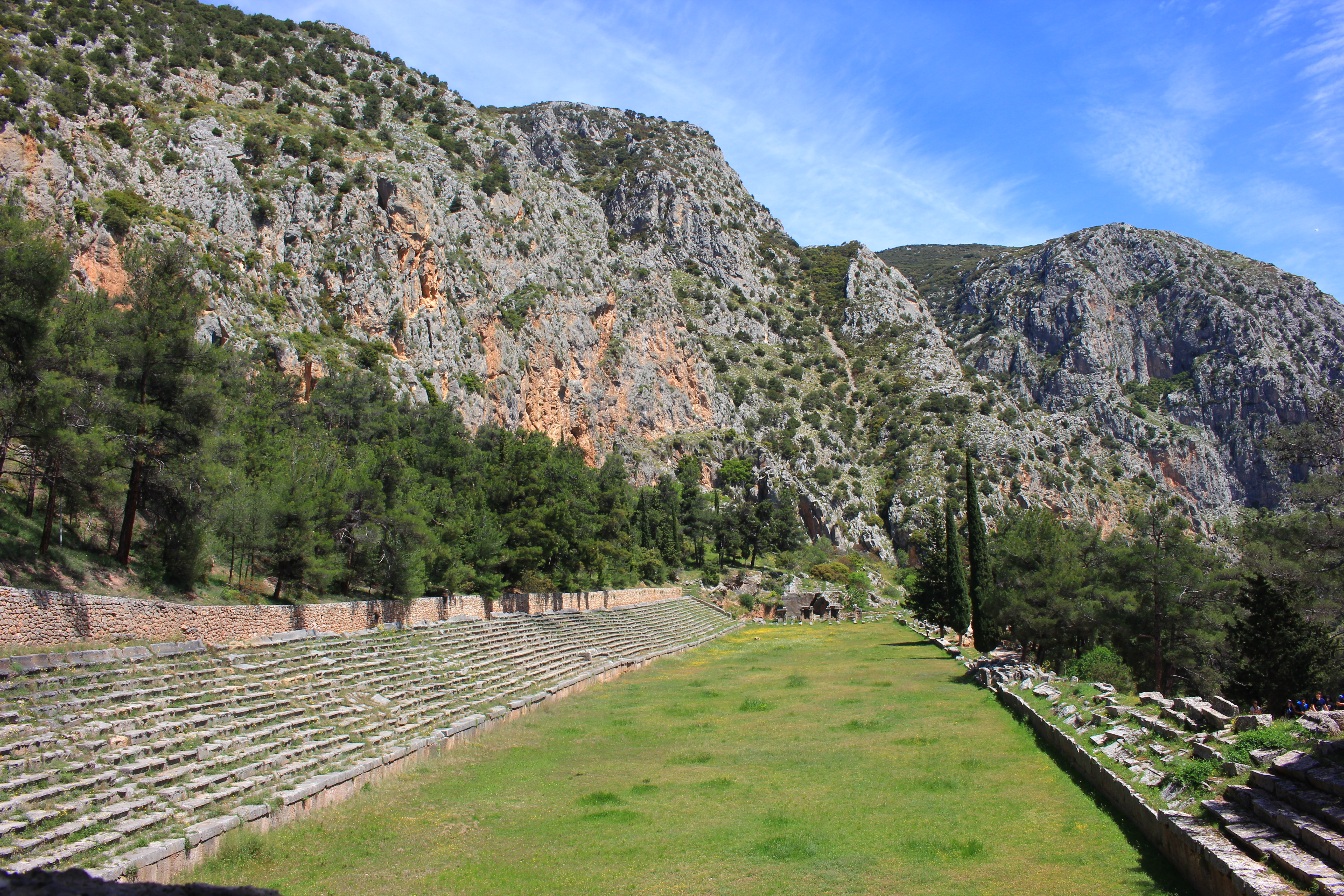
Le stade.

Le stade, l'hippodrome (non retrouvé) et le gymnase sont des annexes du sanctuaire : ils sont les lieux où se déroulent les Jeux pythiques, des célébrations panhelléniques dédiées au dieu, selon un calendrier religieux très précis : ces compétitions de gymnastique, de lutte ou de chant correspondent aux jeux olympiques dont la célébrité a aujourd’hui éclipsé celle du sanctuaire éponyme d'Olympie.
Pour ce qui est de l'organisation de ces fêtes et, plus généralement, de l'administration du sanctuaire panhellénique, les Grecs sont regroupés en « amphictionie », c'est-à-dire une association de cités, de peuples autour du sanctuaire. Celle de Delphes, nommée « amphictionie pylaio-delphique » regroupe, à partir de 590 av. J.-C., une douzaine de cités. C'est cette amphictionie qui finance les travaux par souscription et supervise les éventuelles reconstructions du temple, comme à la fin du VIe siècle av. J.-C.
Autour du sanctuaire se trouve la ville de Delphes, qui vivait principalement grâce aux visiteurs du sanctuaire, à partir du VIe siècle av. J.-C.

### Temple d'Apollon Pythien

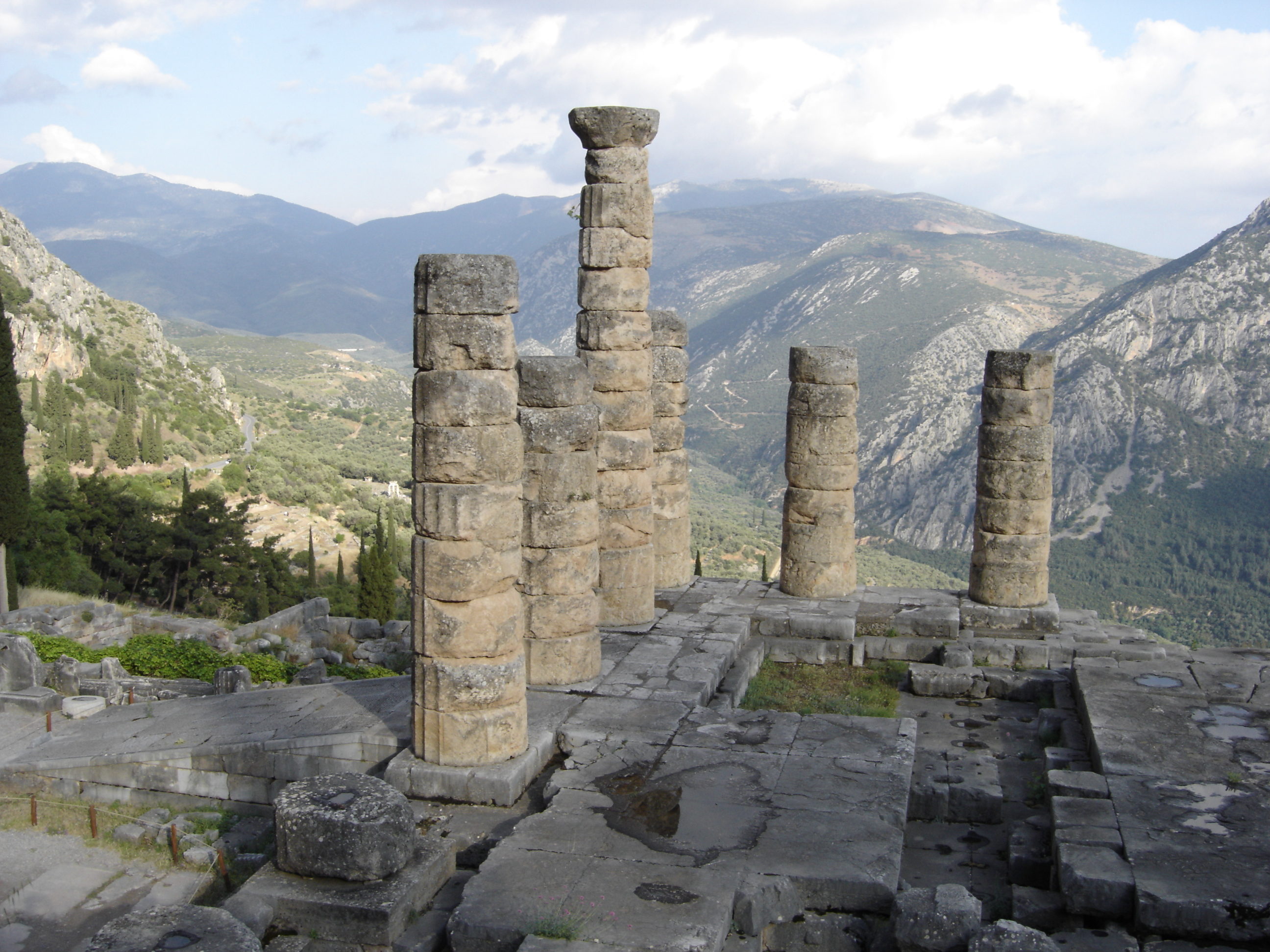
Temple d'Apollon.

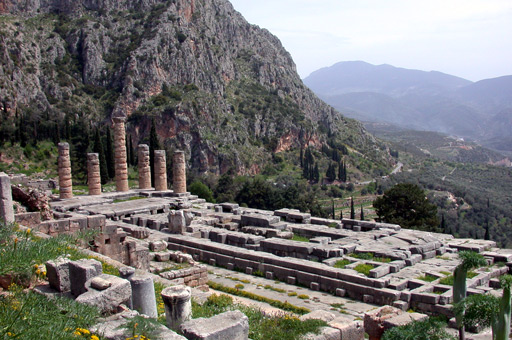
Temple d'Apollon.

Pausanias mentionne que six temples dédiés au dieu Apollon se succédèrent au cours du temps : le premier d'entre eux put être une hutte de laurier. L'archéologie en ignore tout, comme des deux suivants construits par des abeilles du Parnasse avec de la cire et des plumes d'oiseau, pour le second et par Héphaïstos, en bronze pour le troisième.
Le quatrième temple, dont la structure était en stuc, fut construit par Trophonios et Agamède et détruit lors d'un incendie en 548 av. J.-C., selon Hérodote.
Les cinquième et sixième temples, de plan similaire, sont les plus connus : du premier d'entre eux subsistent des fragments de la sculpture trouvés dans une fosse et de nombreux blocs d'architecture réemployés dans les soubassements du sixième temple.
C'est ce dernier temple, daté du IVe siècle av. J.-C., qui subsiste aujourd’hui. Il est rectangulaire, de forme allongée, et mesure 23,82 mètres sur 60,32 mètres de côté, soit six colonnes doriques à l'avant et à l'arrière et quinze colonnes doriques sur chaque côté. Son architecte est Spintharos de Corinthe (en) qui se contenta dans une large mesure de rebâtir l'édifice précédent. La construction de ce sixième temple fut longue, en raison des événements politiques et militaires (troisième et quatrième guerres sacrées, entre 356 et 338 av. J.-C.) ; on possède une partie des comptes de construction (« les comptes des Naopes »), gravés sur des plaques de terre.
L'autel sur lequel étaient pratiqués les sacrifices, était situé devant le temple. Le socle a fait l'objet de restaurations (1920, Replat; 1956, Stikas). Hérodote signale qu'il a été offert par les habitants de Chios, ce que confirme l'inscription gravée sur son socle.

### La tholos et le sanctuaire d'Athéna Pronaia

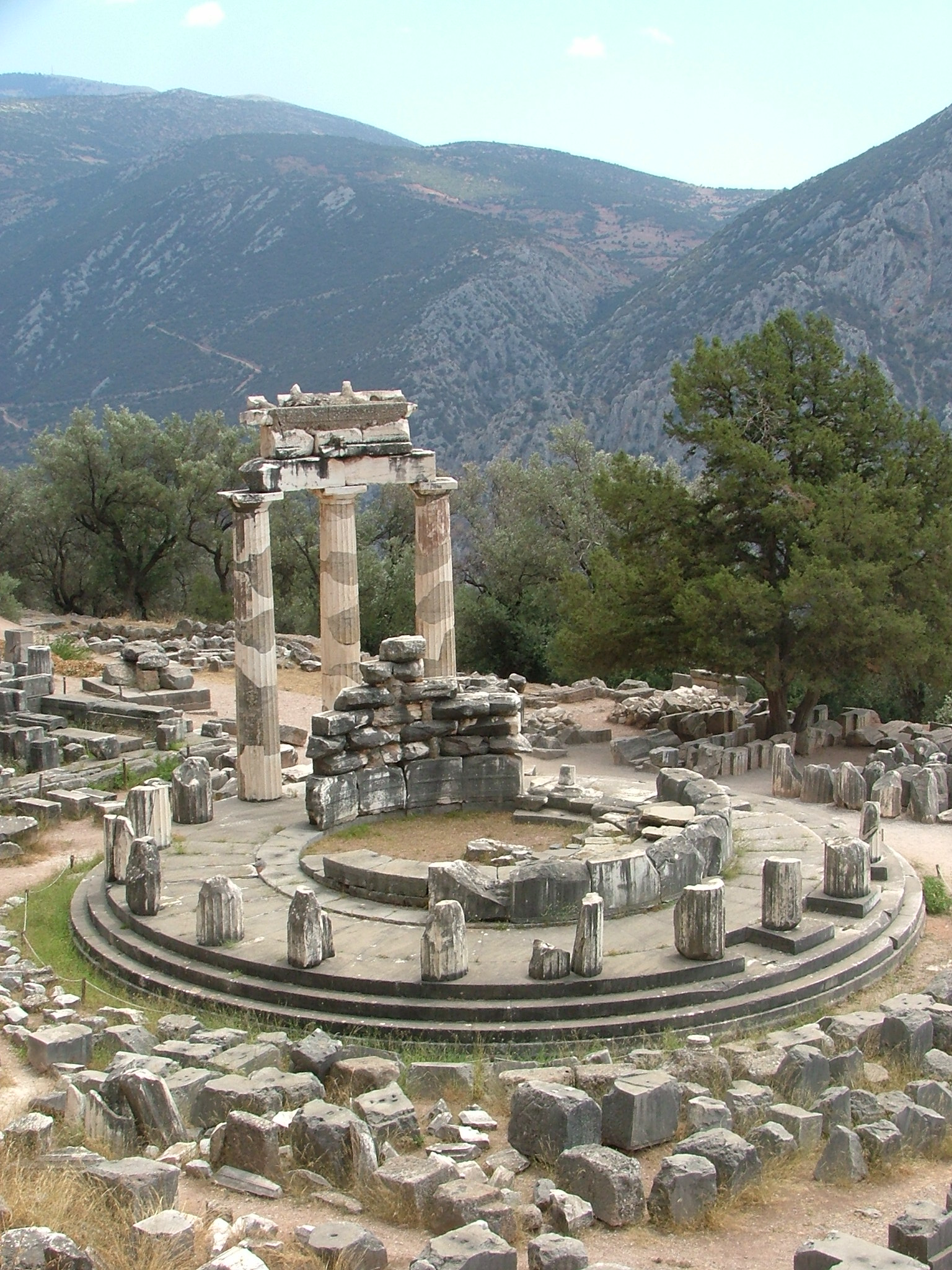
La tholos, rotonde du IVe s. av. J.-C.

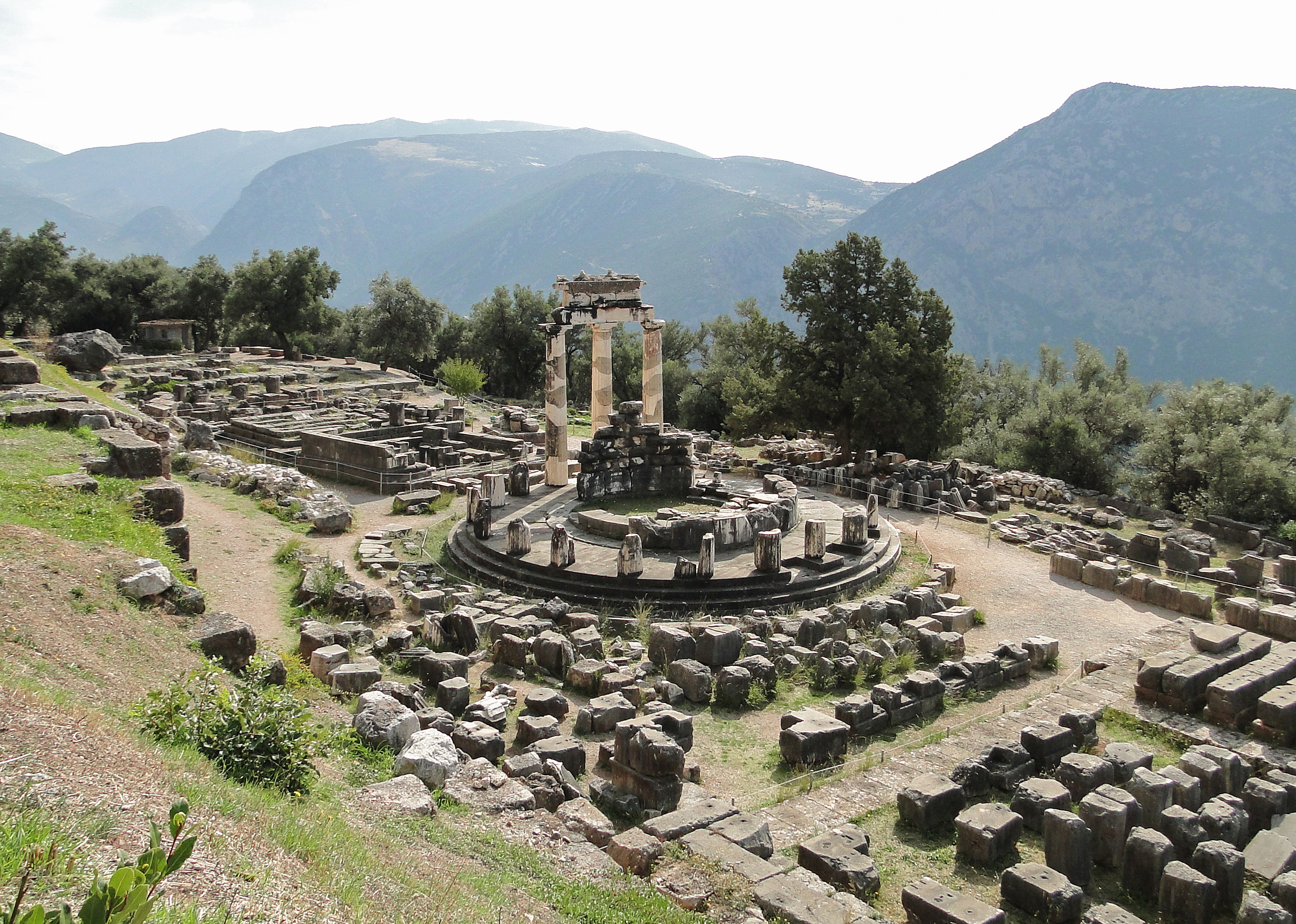
La tholos de Delphes et les édifices du sanctuaire d'Athéna Pronaia.

Le sanctuaire d'Athéna Pronaia comprend la célèbre tholos de Delphes, ainsi que des vestiges de temples et de trésors.
Le temple a connu deux états : un premier temple archaïque (vers -580), dont seuls quelques pierres ont été retrouvées, et un second, construit vers 520-510, en partie détruit lors d'une chute de rochers en 1905.

### Autres monuments
Le site du sanctuaire dénombre d'autres monuments, qui ont fait considérablement évoluer son aspect entre la période archaïque et l'époque hellénistique : la plupart d'entre eux avaient un caractère votif ou commémoratif.
L'époque romaine se caractérise par un certain abandon, et même un pillage organisé, comme sous l'empereur Néron. L'occupation du site fut extrêmement longue, et les nombreux monuments révélés par les fouilles ne furent pas toujours présents en même temps. Sur la plupart des représentations modernes, c'est l'aspect le plus récent qui est figuré.
L'évolution de l'occupation du site dépend étroitement de la topographie qui dicta l'aménagement du sanctuaire en trois étages (théâtre, temple, autres monuments), mais aussi des cataclysmes (incendies, tremblement de terre, etc.) et des événements politiques qui modelèrent l'espace delphique au gré des offrandes et des (re)constructions.
La répartition des édifices sur le site est hétérogène : certaines zones sont densément construites, d'autres laissées presque vides ; et encore, la taille même de ces édifices varie considérablement avec une prédominance des monuments de taille modeste, en raison de leur coût moins élevé et de problèmes d'espace.
Un calendrier quasi-liturgique déterminait, à travers un certain nombre de célébrations communes (les « Panégyries »), l'occupation de l'espace : rites, concours musicaux et théâtraux peuvent expliquer, aussi, dans une certaine mesure l'implantation des monuments.

## Dépôt votif de l'«Aire»

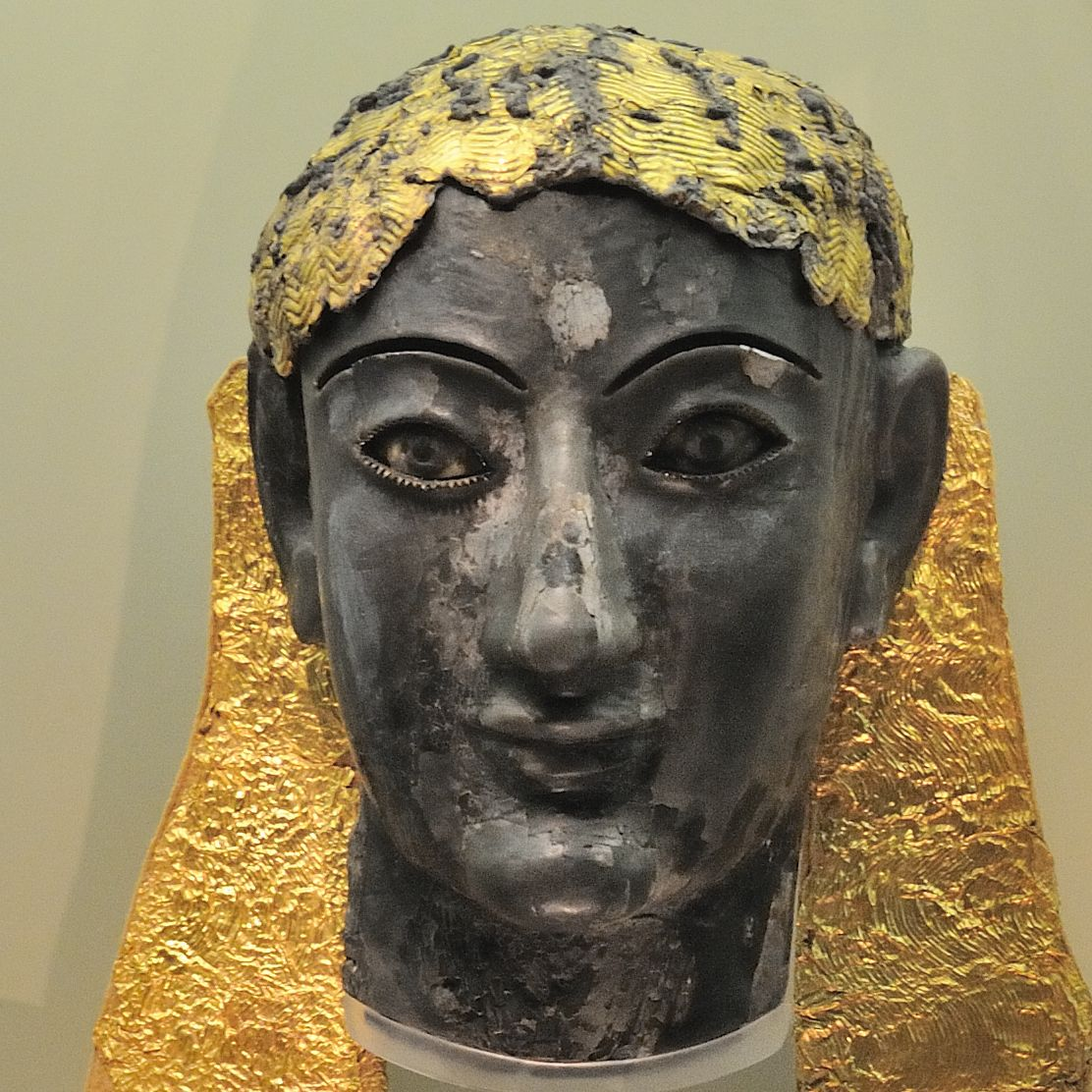
Tête de statue chryséléphantine masculine trouvée dans les fosses de l'Aire.

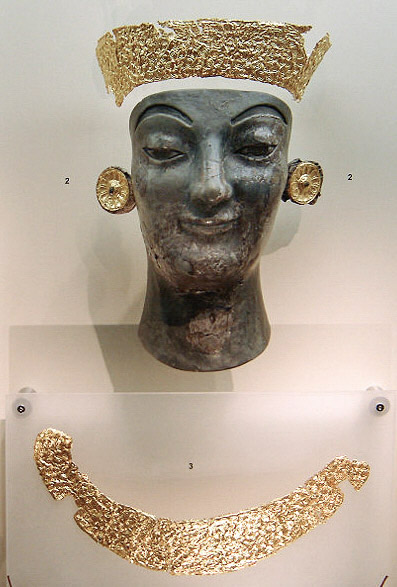
Tête de statue chryséléphantine féminine provenant des fosses de l'Aire.

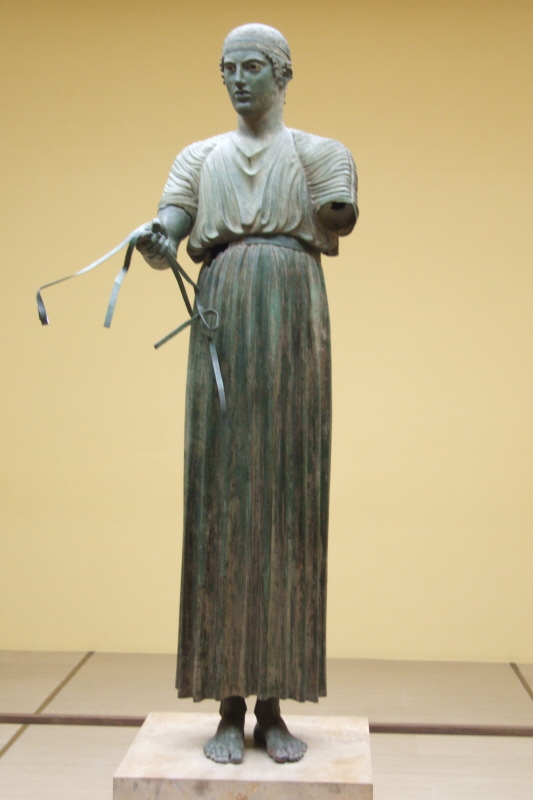
L'Aurige de Delphes.

Dans l'espace sacré appelé « Aire », devant le grand mur polygonal, les archéologues français ont retrouvé deux fosses (favissae) dans lesquelles avaient été enfouis de nombreux objets endommagés vraisemblablement lors d'un incendie. Parmi ces objets, restaurés et exposés au musée archéologique de Delphes, un grand taureau en argent, de nombreuses représentations miniatures en ivoire provenant d'un décor de mobilier, des statues de dieu ou déesse chrysélephantines (or et ivoire) et des objets plus récents (Ve - IVe siècle av. J.-C.) dont un très beau brûle-parfum.

### Statuettes de bronze

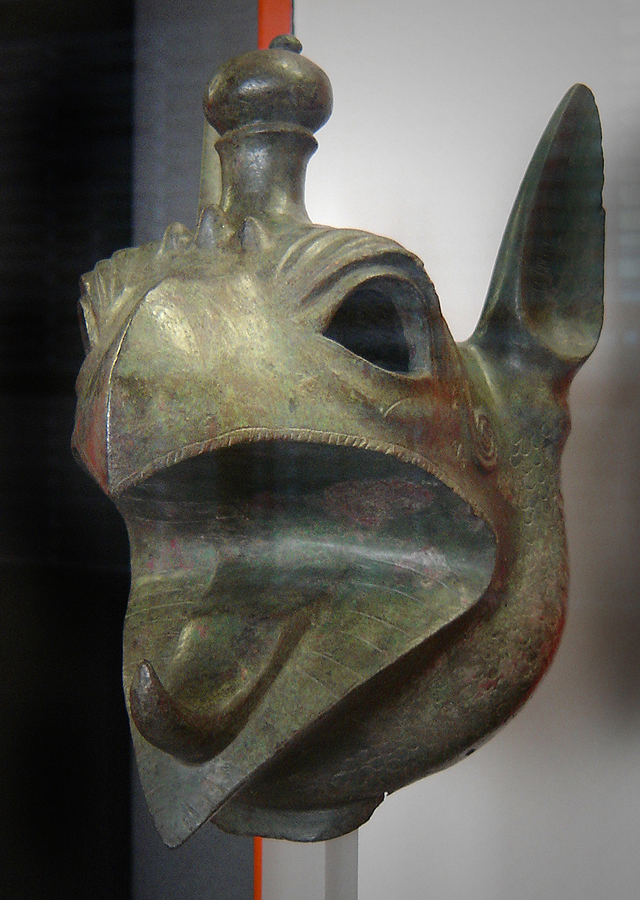
Tête de griffon en bronze.

Les statuettes en bronze du IXe et du VIIIe siècle av. J.-C. ont été réalisées à la cire perdue : cette technique encore utilisée en bijouterie consiste à fabriquer un modèle en cire sur lequel le moule en argile est enduit ; le moule est vidé de sa cire par chauffage ; le bronze en fusion y est coulé et le moule est enfin brisé pour extraire la statuette ; le moule n’est donc utilisable qu’une fois, faisant de chaque œuvre un produit unique. Ces statuettes révèlent qu'il n’y a pas, à cette époque, de représentations des divinités, mais seulement d’hommes, de femmes et de guerriers : c'est ainsi qu'on interprète la présence de statuettes d'hommes sur des chars et de chevaux ; leurs formes sont parfois très proches des représentations picturales.

### Trépieds de bronze

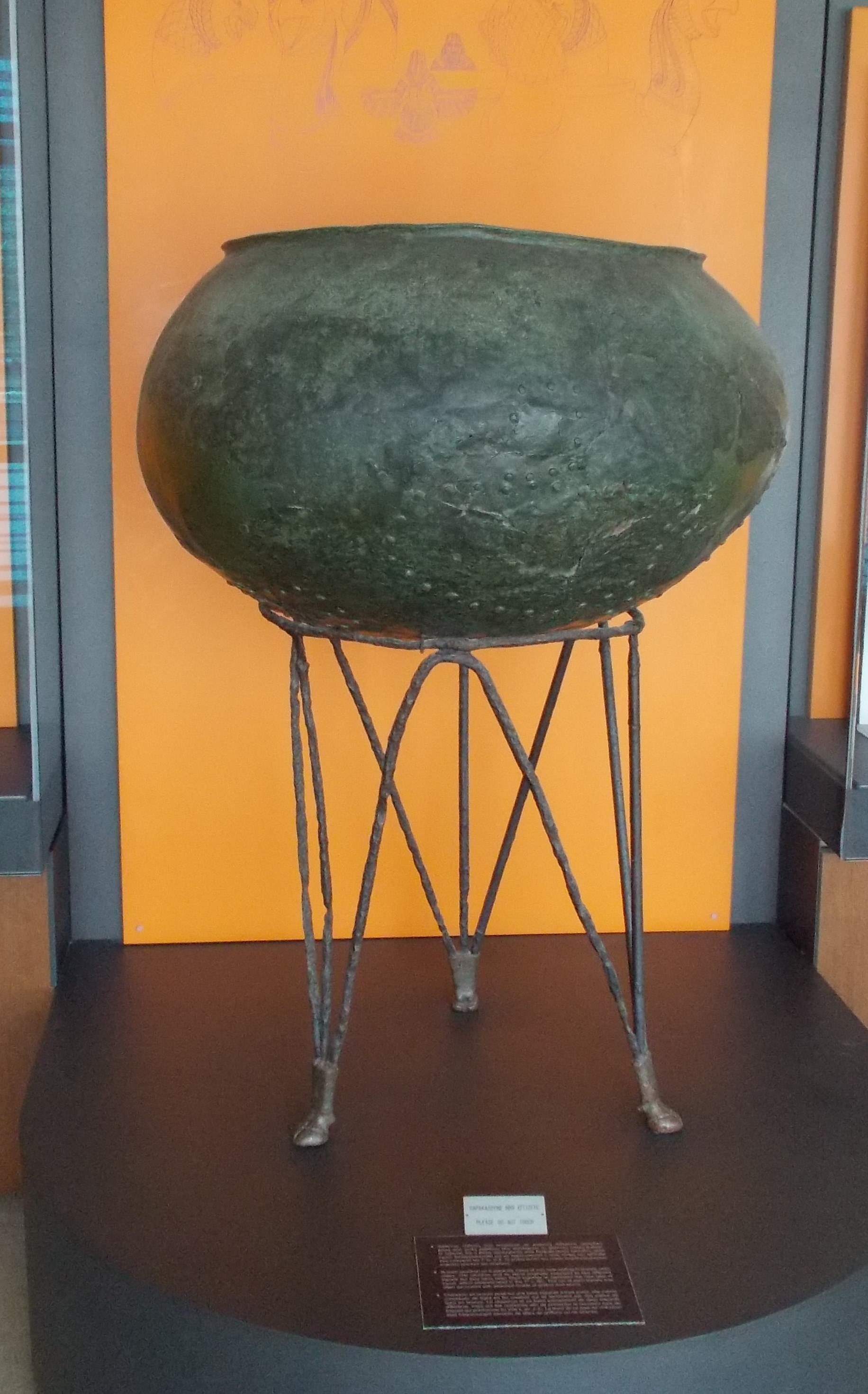
Trépieds de bronze.

On retrouve aussi de nombreuses offrandes de trépieds en bronze : la Pythie était assise sur un trépied. À l’origine, le trépied portait un chaudron utilisé pour faire de la cuisine de prestige : il a une image très symbolique. Parfois le trépied et le chaudron sont offerts ensemble, parfois séparément. Les chaudrons peuvent être munis d'anses appelées « protomés », en forme de parties avant d’animaux fantastiques, comme des griffons. Ces éléments fantastiques sont des images orientales venant de Babylone : elles sont reproduites par les artisans grecs, dans une démarche « orientalisante ».

### Autres offrandes du dépôt

#### Statue en ivoire d'Apollon
Une statue en ivoire d’une divinité masculine (Apollon ?) de stature droite, tenant une lance, et l’autre main posée sur la tête d’un fauve qu’il domine. Ce thème est emprunté à l’iconographie orientale. Le dieu est d’une taille très importante ; en partie basse, une petite ceinture où l’on retrouve un décor typiquement grec : le « méandre » (VIIe siècle av. J.-C.).

#### Ulysse aveuglant le Cyclope
- une représentation d’Ulysse d'Ithaque aveuglant le cyclope Polyphème.
- une représentation de « kouros » (pluriel kouroi : garçon) : jeune homme représenté dans une nudité absolue, debout avec le pied gauche légèrement avancé (en mouvement).

#### Statues chryséléphantines
Les statues chryséléphantines sont constituées d'un noyau de bois recouvert de plaques d'or et d'ivoire :

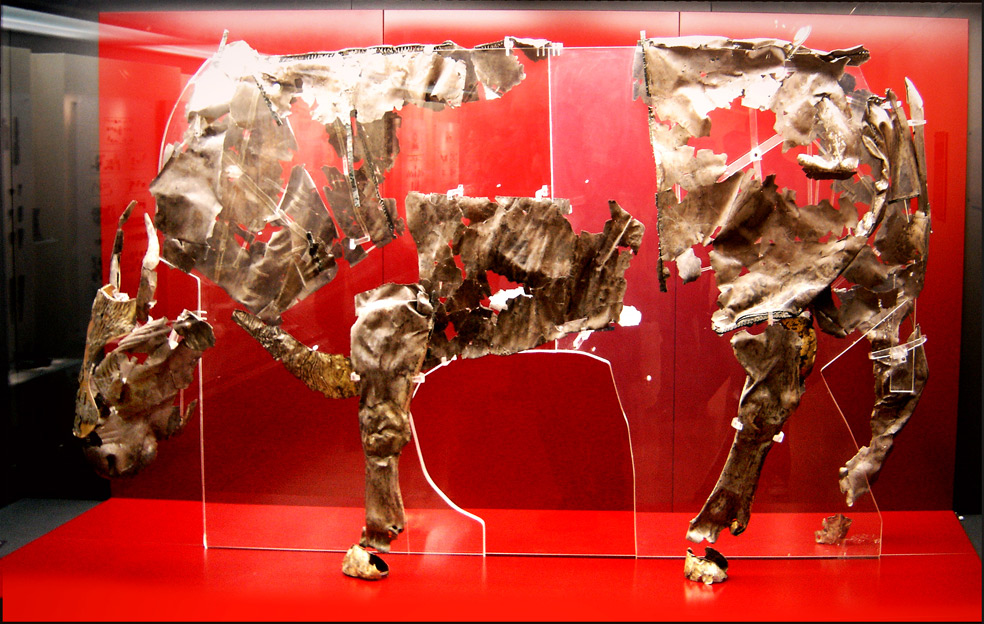
Taureau d'argent.

- des griffons (tête et ailes de rapace, corps de félin) ;
- une sphinge : le Sphinx existe dans la tradition orientale, mais c'est la figure sous sa forme féminine qui est adoptée par les Grecs. Elle comporte une tête de femme, des ailes et un corps de félin. On lui prête généralement des vertus divinatoires.
- un taureau en argent de taille réelle.

Les offrandes les plus récentes (à partir du Ve siècle av. J.-C.) offrent un rendu des traits physiques et des vêtements plus réaliste.

## Monuments commémoratifs et votifs
Dans la partie basse du sanctuaire, un chemin permet d'accéder à la terrasse du temple : de part et d'autre de ce chemin étroit (la « Voie sacrée ») se trouvent des monuments de types divers conçus pour abriter des offrandes au dieu, pour lui exprimer des remerciements ou pour commémorer un événement heureux.
Ces monuments sont soit des édifices (en général des trésors mais aussi des portiques), soit des bases de statues, simples ou élaborées : colonnes (simples ou doubles), piliers (triangulaires ou rectangulaires).
Cette architecture typique importée de la Grèce jusqu'à Rome fut pendant longtemps associée à Athènes, à tort, car, Delphes est une cité plus ancienne.

### Trésors

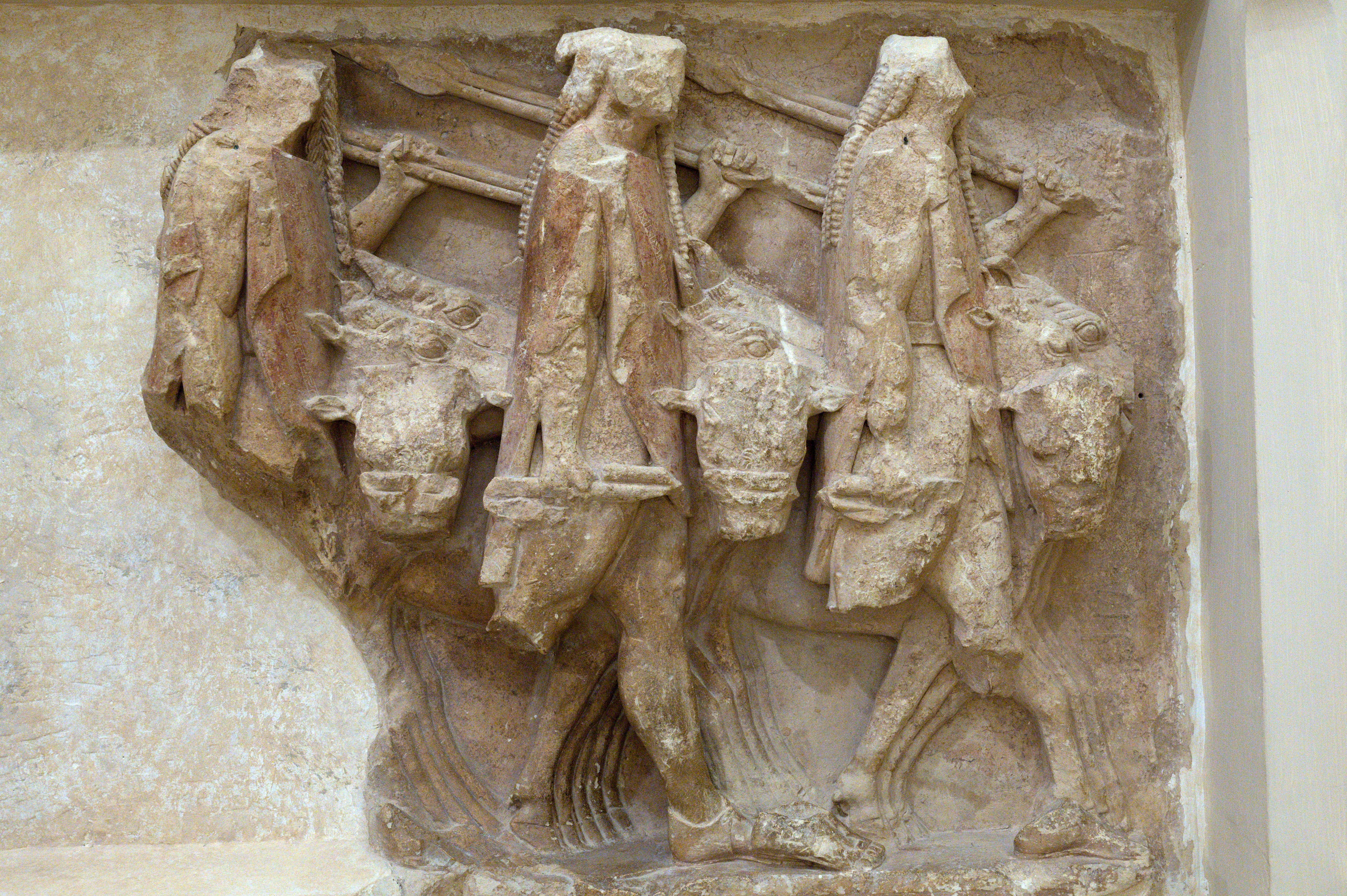
Castor et Pollux ramènent du bétail d'un raid en Arcadie. Métope du trésor de Sicyone. Relief archaïque, vers -560.

Les trésors sont des édifices de taille généralement modeste, implantés sur le site selon les emplacements disponibles ou en raison d'un voisinage significatif. Érigés par les cités à l'occasion d'un événement important, ils servaient de « chapelles votives » en présentant des offrandes ou en glorifiant un exploit. Particulièrement nombreux à Delphes qui en comptait au moins une vingtaine, des trésors existaient dans d'autres grands sanctuaires grecs, notamment à Olympie. Si les offrandes qu'ils contenaient ont généralement été perdues, ils valent surtout aujourd’hui par leur architecture et, quelquefois, la sculpture architecturale, comme le Trésor des Athéniens ou celui des Siphniens.

#### Trésor des Corinthiens
Le plus ancien trésor connu est celui des Corinthiens, érigé à l'initiative du tyran Cypsélos vers 600 av. J.-C. Le trésor est tourné vers l'Aire, le plus ancien espace sacré, où était vénérée Gaïa, la Terre, première gardienne de l'Oracle. C'est dans ce trésor que l'on déposa certaines des offrandes de Crésus après l'incendie du temple en 546 av. J.-C.. Mais de nombreuses fondations enfouies attestent la présence d'autres trésors archaïques.

#### Trésor de Siphnos
Le trésor de l'île de Siphnos (vers 525 av. J.-C.) élevé par les habitants de l'île, est un véritable écrin architectural où le goût de l'ordre ionique pour le décor ornemental et sculpté est porté à son comble ; la frise est continue, chaque côté de l'édifice étant consacré à un épisode : l'un des plus vivants montre les Olympiens décidant du sort de Troie, assis, bavardant, gesticulant, tandis que, devant eux, les Grecs et leurs ennemis se battent furieusement. Mentionné par Hérodote puis par Pausanias dans sa Périégèse, il fut redécouvert lors des fouilles de l'École française d'Athènes en 1893.

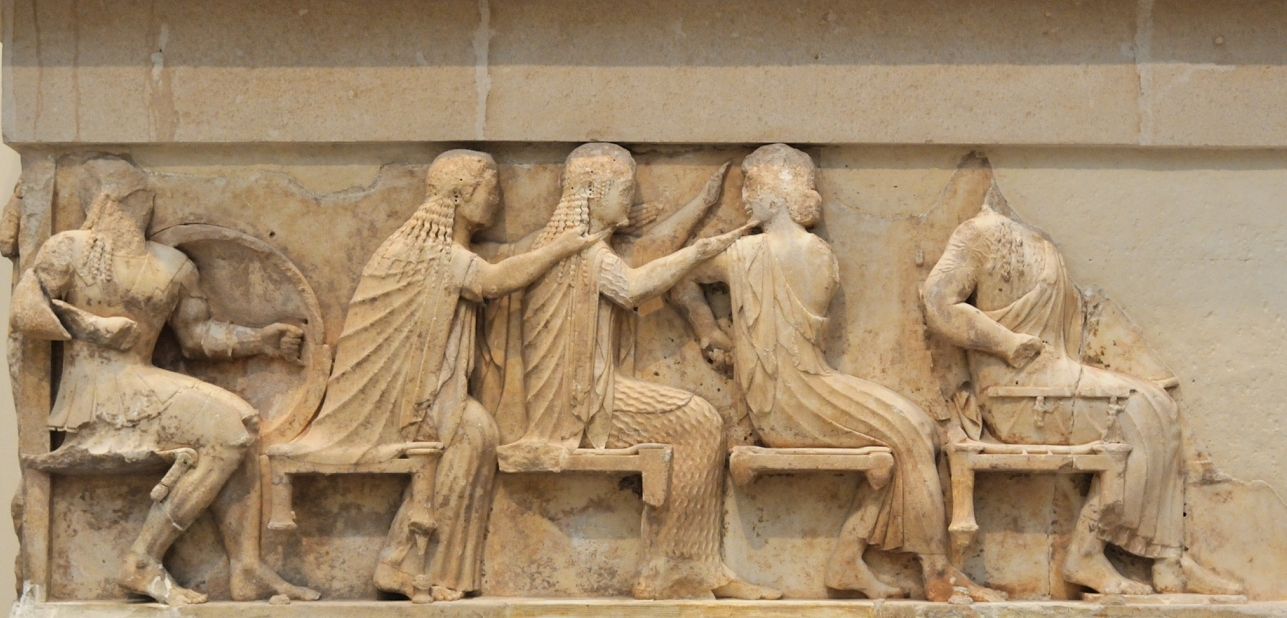
Détail de l'assemblée des Dieux représentée sur la frise du trésor de Siphnos.
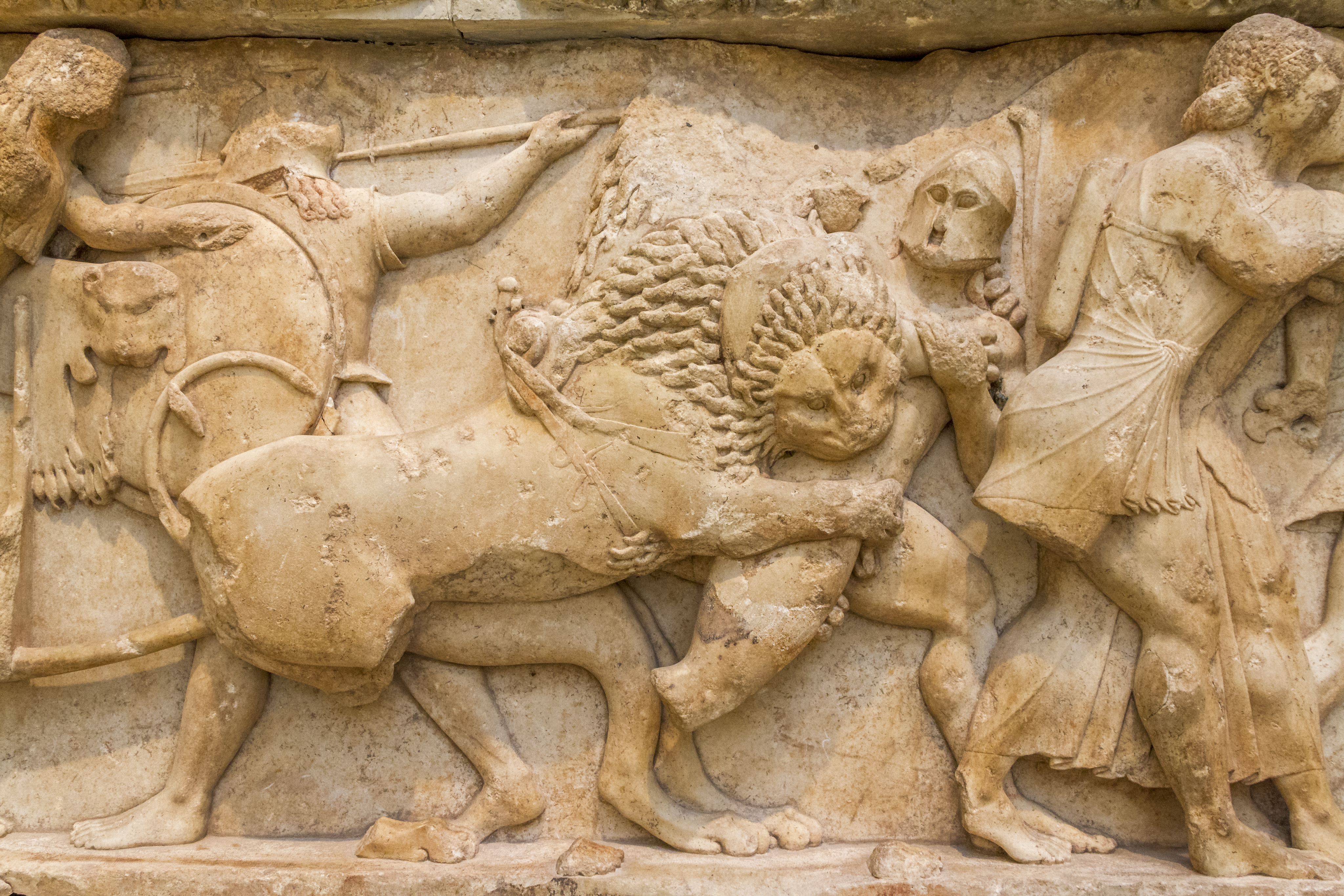
Trésor de Siphnos : combat des dieux et des Géants. Le char de Cybèle est tiré par des lions qui dévorent les Géants équipés en hoplites.

#### Trésor des Athéniens

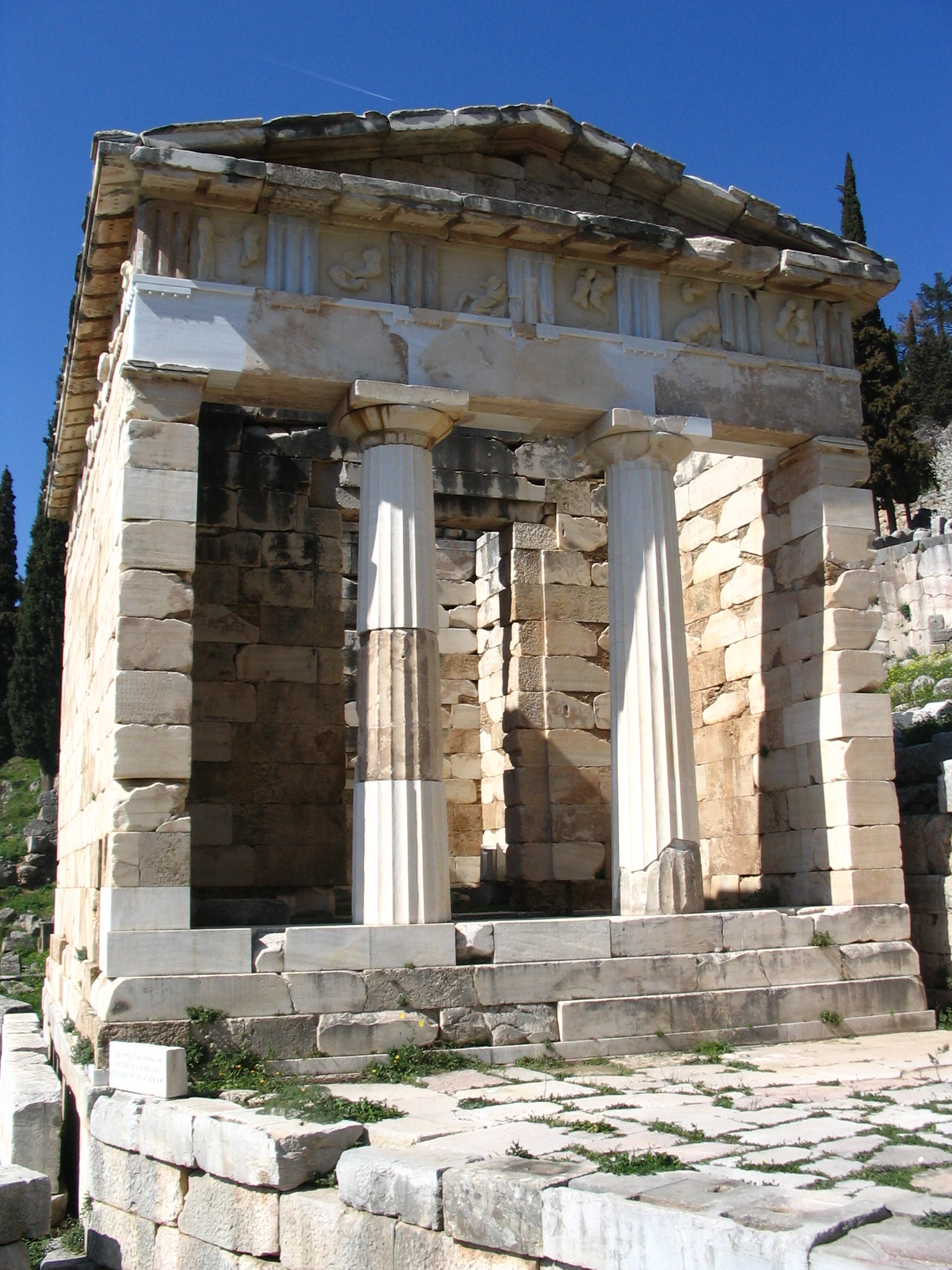
Trésor des Athéniens.

Le trésor des Athéniens, érigé probablement vers 490-480 av. J.-C., a fait l'objet d'une recherche du meilleur emplacement : il se trouve dans un virage de la montée vers le temple d'Apollon, précédé de la base de Marathon qui supportait les statues des héros éponymes d'Athènes. Il mesure 6,5 m × 9,5 m et commémore, selon Pausanias, la victoire de Marathon. Le décor est composé de métopes d’ordre dorique représentant, entre autres, les exploits du demi-dieu Héraclès et de Thésée. Sur l'avant, il présente une « amazonomachie » (combat de Grecs contre le peuple des Amazones). Sur la gauche, une « théséide » (scène renvoyant au mythe de Thésée, héros spécifiquement athénien, puisqu’il est considéré comme le fondateur de cette cité). Sur la droite, une « héracléide » fait allusion à Héraclès, héros péloponnésien, et aux combats de ce dernier contre la sauvagerie ; à l'arrière, enfin, se trouve la « géryonide », épisode du mythe d'Héraclès dans lequel le héros ramène les bœufs de Géryon à leur propriétaire. Ainsi, le monument proclame que les Athéniens ont sauvé la Grèce de la sauvagerie : c’est une motivation politique placée sous l’égide d’Apollon. La démesure du propos est à la limite de l’« hybris ».

#### Trésor des Massaliotes
Symbole de l'importance de la colonie phocéenne de Massalia à la fin de l'époque archaïque, le trésor des Massaliotes était consacré à Athéna Pronoïa, c’est-à-dire la « prévoyante », et fut érigé entre 530 et 510 av. J.-C. Selon les dernières recherches archéologiques, il ressemblait à un petit temple in antis avec deux colonnes sur la façade et a été construit en marbre de Paros. Les vestiges du trésor comprennent une frise en relief avec une riche décoration en fleurs de lotus et des scènes de Gigantomachie et Amazonomachie. Les chapiteaux éoliens du trésor des Massaliotes étaient probablement les précurseurs des chapiteaux corinthiens,.

#### Trésors de Thèbes et de Cyrène
Les trésors les plus récents étaient le trésor de Thèbes (vers 370 av. J.-C.), des Thessaliens (dans lequel fut découvert le groupe offert par Daochos) et le trésor de Cyrène (330 av. J.-C.). Par la suite, les offrandes reflètent plus la puissance des princes que celle des cités ; ainsi les trésors disparaissent au profit des bases de statues.

### Portiques

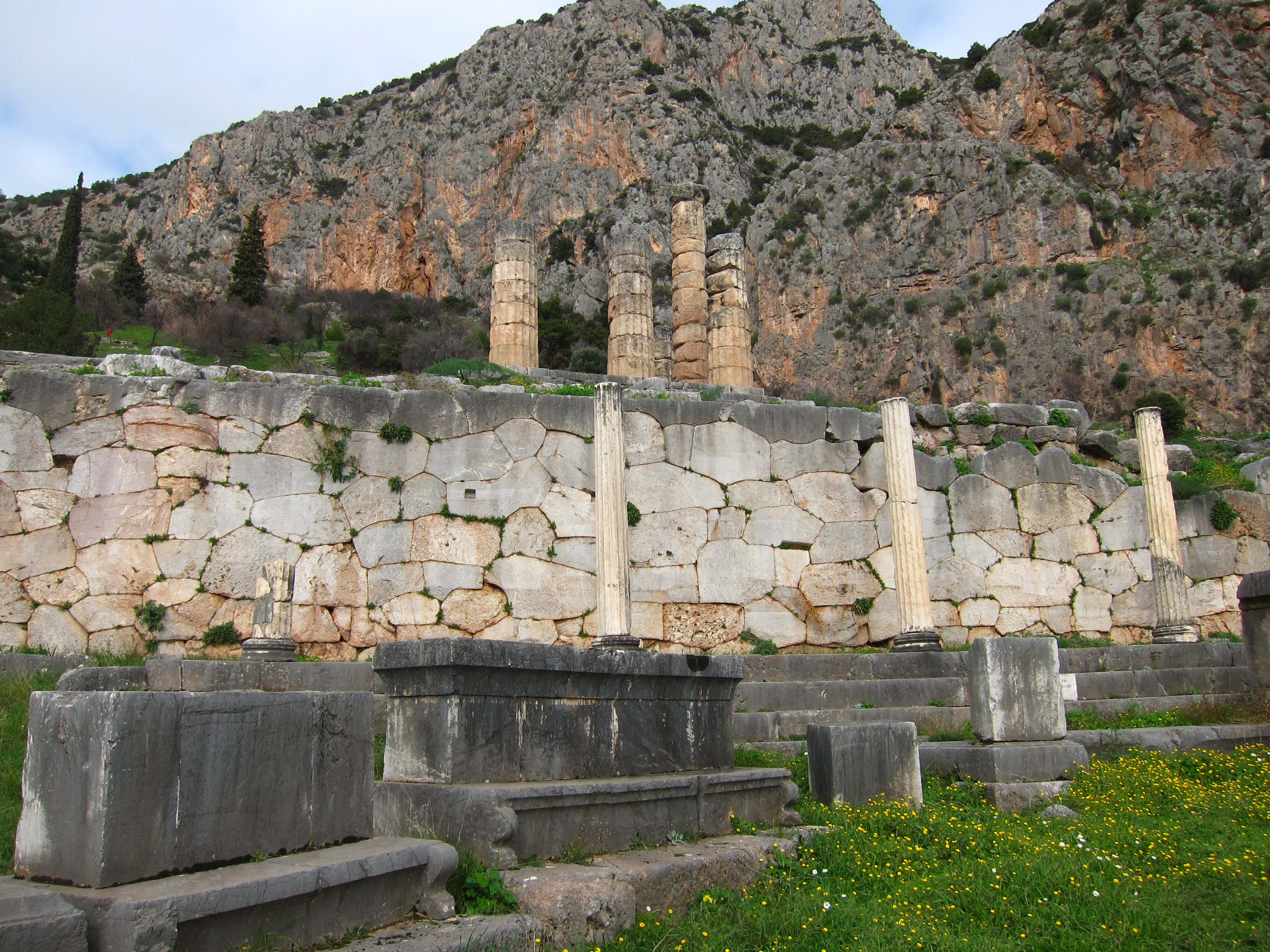
Portique des Athéniens, devant le mur polygonal du temple d'Apollon.

#### Portique oustoades Athéniens
Le portique ou stoa des Athéniens a été construit au sud du temple d'Apollon après les guerres médiques, vers 478-470 av. J.-C. Le monument porte une dédicace à Apollon.

### Colonnes et piliers votifs
À partir du IVe siècle av. J.-C., une autre forme d’offrandes devient populaire, en raison du changement de nature des dédicants : il s'agit des nombreux piliers et colonnes votives. Des colonnes (simples ou doubles) et des piliers étaient dressées pour mettre en valeur une offrande qui les surmontait : souvent des statues en bronze représentant des souverains, mais aussi des groupes familiaux, notamment étoliens.

#### Sphinx des Naxiens

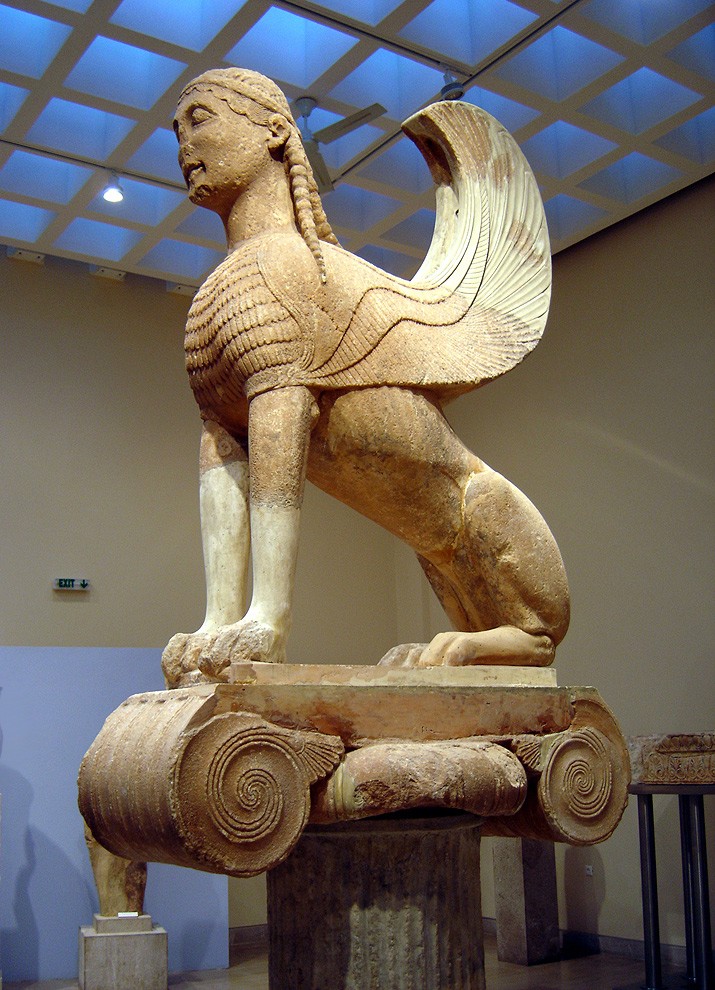
Sphinx des Naxiens.

La colonne offerte par les habitants de Naxos vers 575 av. J.-C. est le plus ancien de ces monuments. Découverte dans un premier temps en 1860, le reste des fragments de l’offrande votive furent trouvés en 1893 dans le sanctuaire du temple d’Apollon. Son sommet, très élevé, atteint le niveau de la terrasse du temple d'Apollon, alors qu'elle est située au pied de cette dernière dans la zone des cultes chthoniens primitifs. Pour être visible de tous côtés, elle est constituée d’un fût et d’un imposant chapiteau d’ordre ionique, lui-même surmonté par une sphinge de deux mètres de haut, le « Sphinx des Naxiens ». Peut-être ce monstre gardait-il la tombe de Dionysos, patron des Naxiens. Une inscription secondaire sur la base de la sculpture datée d'environ 328 av J.-C témoigne du fait que les Naxiens ont reçu, sans doute en remerciement de cette offrande, le privilège de promantie, c’est-à-dire le droit de consulter l'oracle en priorité.

#### Pilier des Messéniens
Semblable à celui qui fut érigé à Olympie, le pilier triangulaire en marbre blanc des Messéniens était surmonté d'une statue de victoire. Son pendant en calcaire sombre est peut-être également une offrande des Messéniens alors réfugiés à Naupacte.

#### Colonne des danseuses

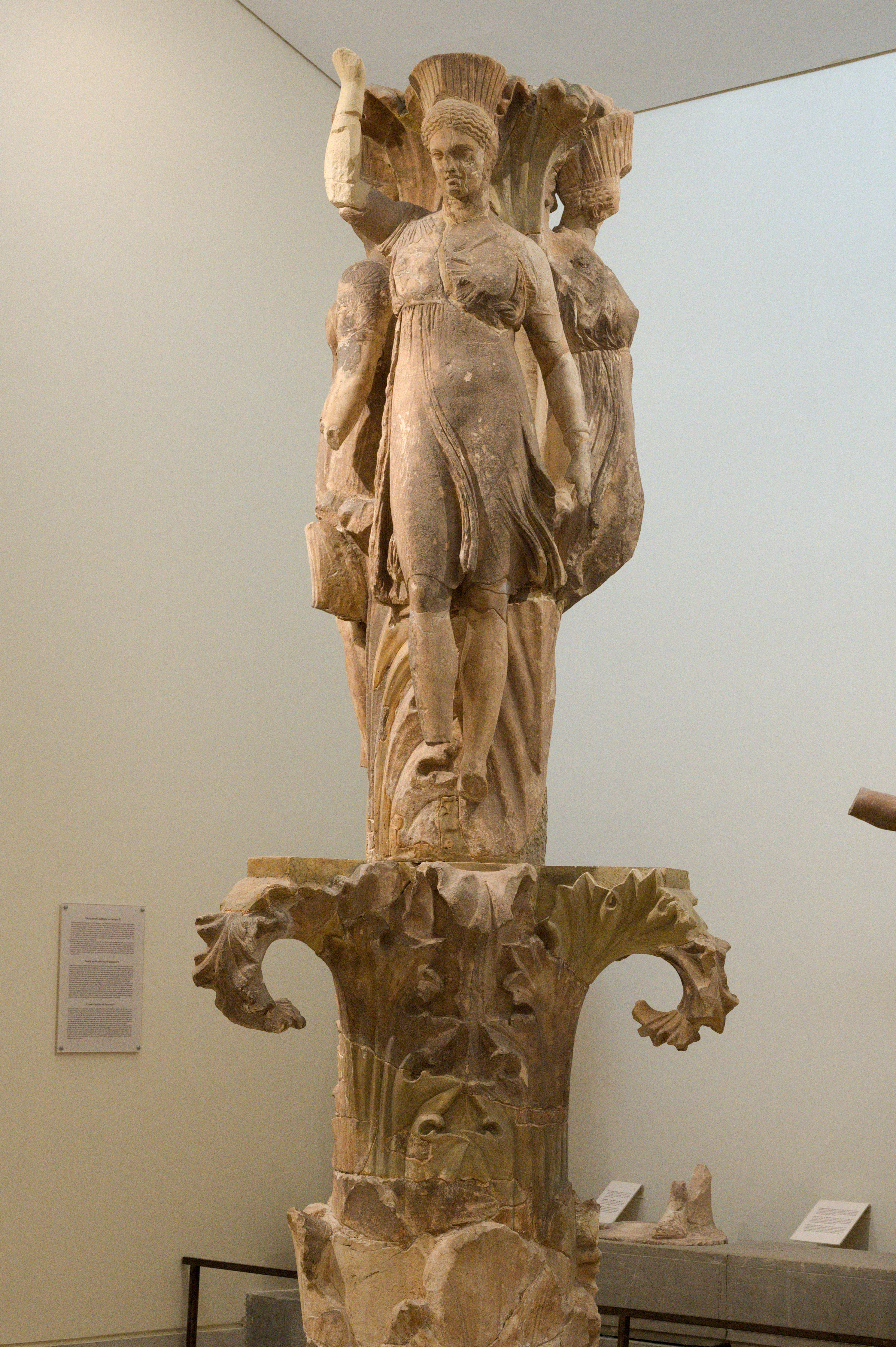
Colonne des danseuses.

La colonne dite des danseuses est datée d'environ 330 av. J.-C. Elle est ornée de feuilles d'acanthe et offre un couronnement original : trois jeunes filles dont l'identité reste sujette à discussion supportent la cuve d'un trépied dans laquelle est posé l'omphalos, « nombril du monde » et symbole de Delphes. L'offrande a inspiré une partition musicale à Claude Debussy (Danseuses de Delphes, le premier item du Livre I des Préludes pour piano).

#### Pilier des Rhodiens
Le pilier des Rhodiens est un monument offert par Rhodes entre 325 et 300 av. J.-C. Ce pilier supporte un groupe sculpté comprenant un quadrige, c'est-à-dire un char tiré par quatre chevaux, supportant une statue d'Hélios, le soleil, au milieu d'un décor marin de vagues et de dauphins. La composition, qui est peut-être le groupe réalisé par Lysippe dont parle Pline, fait face au temple d'Apollon.

#### Piliers hellénistiques
À partir de l'époque hellénistique, les piliers quadrangulaires se multiplient, en général pour honorer des princes. Les rois de Pergame Attale 1er et Eumène II ont leur effigie dressée sur des piliers marquant l'angle de la terrasse attalide. Le roi Persée, dont la défaite marque le début de l'hégémonie romaine en Grèce, avait érigé un pilier que son vainqueur, le général Paul-Émile, s'appropria : la frise qui décorait ce pilier figurait des épisodes de la bataille de Pydna qui vit la victoire de Paul-Émile. Un seul de ces piliers est visible sur le site, celui qui portait la statue équestre de Prusias II, roi de Bithynie. Plutarque, prêtre à Delphes au IIe siècle de notre ère, déplore cette surenchère à la gloire des princes qui s'entredéchirèrent à l'époque hellénistique.

### Groupes de statues
Dans la partie basse du sanctuaire de Delphes, à gauche de l’entrée, était présente une imposante statuaire commémorative aujourd’hui disparue : celle-ci était répartie en plusieurs ensembles, dressés par les cités rivales au gré des événements. Deux monuments symboliques débutaient cette série : le monument de Miltiade et le monument de Lysandre (ou monument des Navarques).

#### Monument de Miltiade
Le monument de Miltiade, offert par Athènes, commémorait lui aussi la bataille de Marathon, célèbre victoire des Grecs sur les Perses : il était composé de seize statues réalisées par Phidias (architecte et sculpteur rendu célèbre par l'attribution du Parthénon) qui représentaient Athéna, Apollon et Miltiade sur le même plan, ainsi que dix héros victorieux et trois héros éponymes d’Athènes ajoutés ultérieurement.

#### Monument de Lysandre
Lysandre était quant à lui un Spartiate qui se distingua en 405 av. J.-C. lors de la bataille navale d’Aigos Potamos près du détroit du Bosphore, qui ruina la puissance navale athénienne ; il était l'un des dirigeants de la flotte spartiate et fit ériger à l'occasion de cette victoire un monument à sa gloire personnelle à l’entrée du sanctuaire, à côté du groupe de Miltiade.
Le monument de Lysandre (ou monument des Navarques) était constitué d’un socle sur lequel reposait un ensemble de statues en bronze : vingt-huit ou vingt-neuf statues à l’arrière représentaient l’ensemble des hommes qui avaient contribué à la bataille et dix statues à l’avant représentaient les Dioscures : ensemble mythologique réunissant Castor et Pollux, Zeus, Apollon, Artémis, et Poséidon, représenté couronnant Lysandre, un héraut et le pilote du vaisseau amiral.
La répartition des statues est éminemment politique et se veut supérieure à celle du monument de Miltiade, dont le propos est pourtant similaire. En se faisant représenter sur le même plan que les dieux, Lysandre ouvre la voie à la déification des héros historiques, qui deviendra courante à partir d'Alexandre le Grand.

## Oracles delphiques et littérature
Les oracles delphiques sont surtout connus par l’Histoire d’Hérodote ainsi que par des inscriptions. Certaines réponses étaient rédigées en hexamètres dactyliques et exprimaient un sens obscur et ambigu, comme l’indique le nom du dieu, Apollon Loxias, « l’Oblique ».
Animé du désir de détruire le royaume de Cyrus, le roi Crésus consulta à plusieurs reprises l’oracle de Delphes ; la Pythie lui répondit : « Si Crésus franchit le fleuve Halys, il détruira un grand empire » ; à la troisième consultation, voulant savoir si sa monarchie serait de longue durée, elle lui répondit : « Quand un mulet sera roi des Mèdes, alors, Lydien aux pieds délicats, fuis le long de l’Hermos caillouteux, ne reste pas en place et n'aie pas honte d’être lâche. »
En 480 av. J.-C., malgré le sacrifice héroïque des 300 Lacédémoniens aux Thermopyles, Xerxès envahit la Grèce ; les Athéniens vont consulter dans l’épouvante l’oracle de Delphes, et la Pythie leur annonce que rien ne peut plus entraver « l’irrésistible élan d’Arès monté sur le char syrien » ; mais peu après elle leur prédit leur salut et celui de leurs enfants derrière « une muraille de bois qui seule ne pourra être prise ni détruite. » 
Les textes littéraires nous ont également conservé un oracle rendu à Oribase, envoyé de l’empereur romain Julien à Delphes :

« Dites au roi : le vestibule orné s'est effondré ;
 Apollon n’a plus d’abri, ni laurier prophétique, 
 ni source qui parle, et l’eau bavarde est tarie. »

Le poète Gérard de Nerval semble répondre à cet oracle dans son poème Delfica :
 « Ils reviendront ces dieux que tu pleures toujours !
Le Temps va ramener l’ordre des anciens jours ; 
La terre a tressailli d’un souffle prophétique. »

## Fouilles de Delphes
En octobre 1838, l'architecte allemand Laurent au service de l'état grec est envoyé au village de Kastri qui se trouvait à l'emplacement de la ville antique de Delphes pour y faire des opérations de cadastre. Il en profite pour faire des fouilles limitées sur le site de Marmaria où il s'est intéressé au sanctuaire d'Athena, et plus particulièrement à la tholos. L'universitaire Heinrich Nikolaus Ulrichs (de) en rend compte dans le livre Reisen und Forschungen in Griechenland, paru en 1840.
En septembre 1860, Paul Foucart, membre de l'École française d'Athènes, se rend à Delphes avec C. Wescher pour relever des inscriptions et rédiger le Mémoire sur les ruines et l'histoire de Delphes en 1861, publié en 1865. Il a essayé d'obtenir du gouvernement grec l'expropriation de l'ensemble du terrain de Delphes. La mort du roi Othon Ier, en 1867, a interrompu les négociations. En 1880, il est revenu en Grèce comme directeur de l'École française d'Athènes. Il envoie Bernard Haussoullier pour y reprendre des fouilles. Il fait reprendre les négociations avec le gouvernement grec pour obtenir l'expropriation du territoire de Delphes et sa concession à la France. Elles ont duré 10 ans. La convention de Delphes est votée par les deux Chambres du Parlement français en février et mars 1891 et par le Parlement grec en avril. C'est le 13 avril 1891 que le roi Georges Ier a signé l'accord concédant le site de Delphes à la France pendant dix ans. Le Parlement français a voté un crédit de 500 000 francs pour commencer les fouilles.
Le site est alors occupé par le village de Kastri. Les Français doivent acheter le village à ses habitants et, conformément à la convention signée avec le gouvernement grec, le reconstruire maison par maison à proximité. Cette opération est pilotée par Théophile Homolle, directeur de l'École française d'Athènes. Le site est en moyenne montagne et il y a alors peu de routes pour y accéder. Les fouilles vont nécessiter d'encadrer jusqu'à 220 ouvriers. Contrairement au site d'Olympie fouillé par les Allemands, il n'y a pas pour le site de Delphes de partage des fouilles. Toutes les découvertes doivent rester sur place.
Les fouilles vont mettre au jour le Trésor des Athéniens, Anthinoüs, le Trésor de Siphnos, la colonne des Danseuses. L'Aurige de Delphes est découvert en 1895. Les fouilles permettent de comprendre comment fonctionne un grand sanctuaire grec.
Conformément à la convention, le site de Delphes est rendu au gouvernement grec en 1903. Les fouilles ne sont pas terminées. Il reste à fouiller à Marmaria le site du temple d'Athena. Les Français conçoivent un musée où sont réunis les fragments découverts pendant les fouilles,,,.

## Sauvegarde de Delphes
L'écologiste Franz Weber devint en 1997 citoyen d'honneur de Delphes, en raison de son action pour la sauvegarde du site.

## Dans la culture populaire
- L'Oracle de Delphes peut être construit comme merveille mondiale dans tous les opus principaux de la franchise de jeux vidéo Sid Meier's Civilization, ainsi que dans plusieurs titres dérivés (Civilization Revolution, Civilization Revolution 2, Civilization World et C-evo).
- La ville de Delphes et son sanctuaire sont reconstitués et servent de lieu d'action dans le jeu vidéo Assassin's Creed Odyssey[32].

## Jumelage
- Tivoli (Italie) depuis le 8 octobre 2011, en raison du patrimoine archéologique commun aux deux villes antiques et inscrit au patrimoine de l'humanité[33].